# Dreieinigkeitskirche (Regensburg)

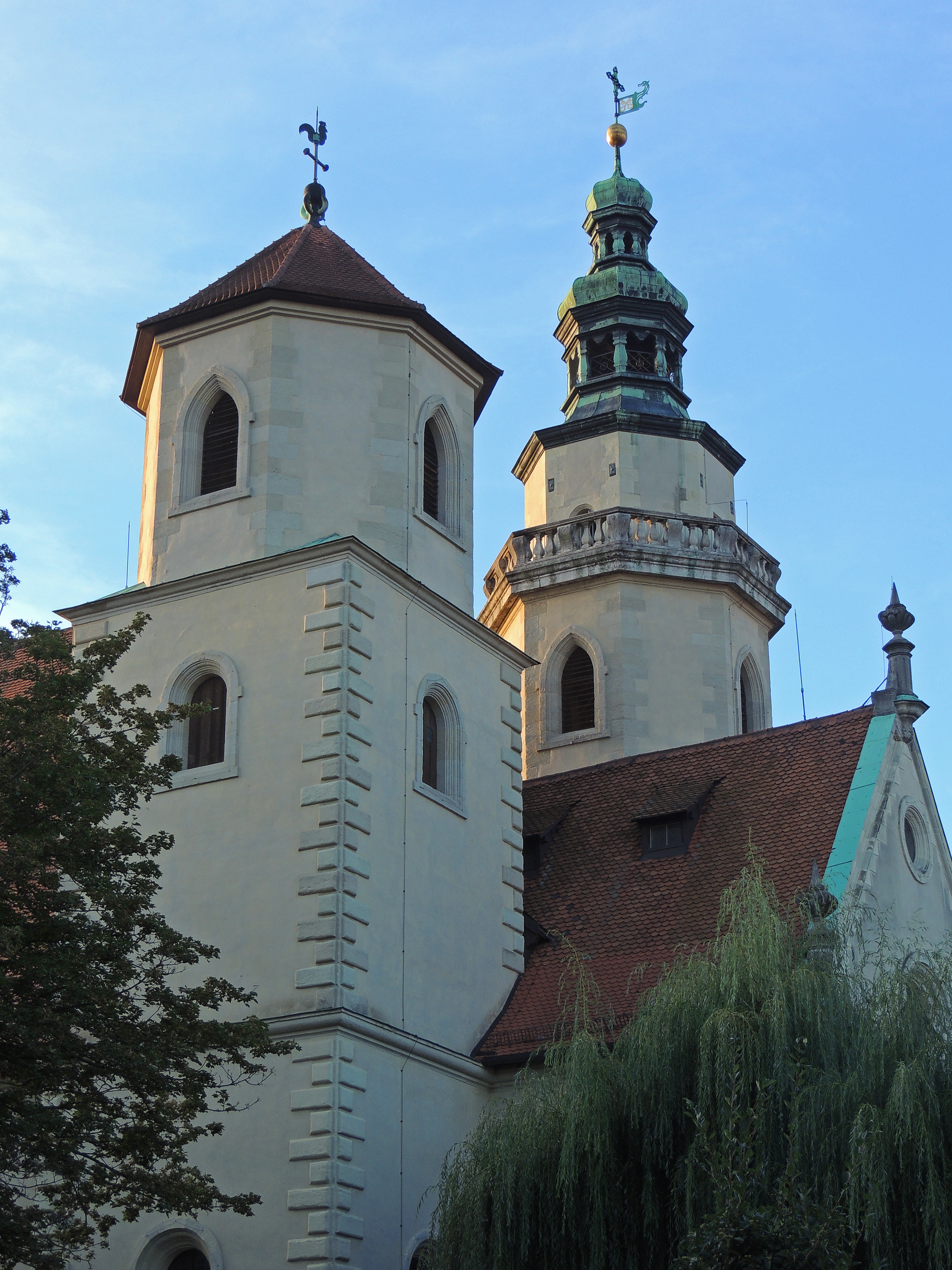
Unvollendeter Südturm und Nordturm mit Aussichtsplattform

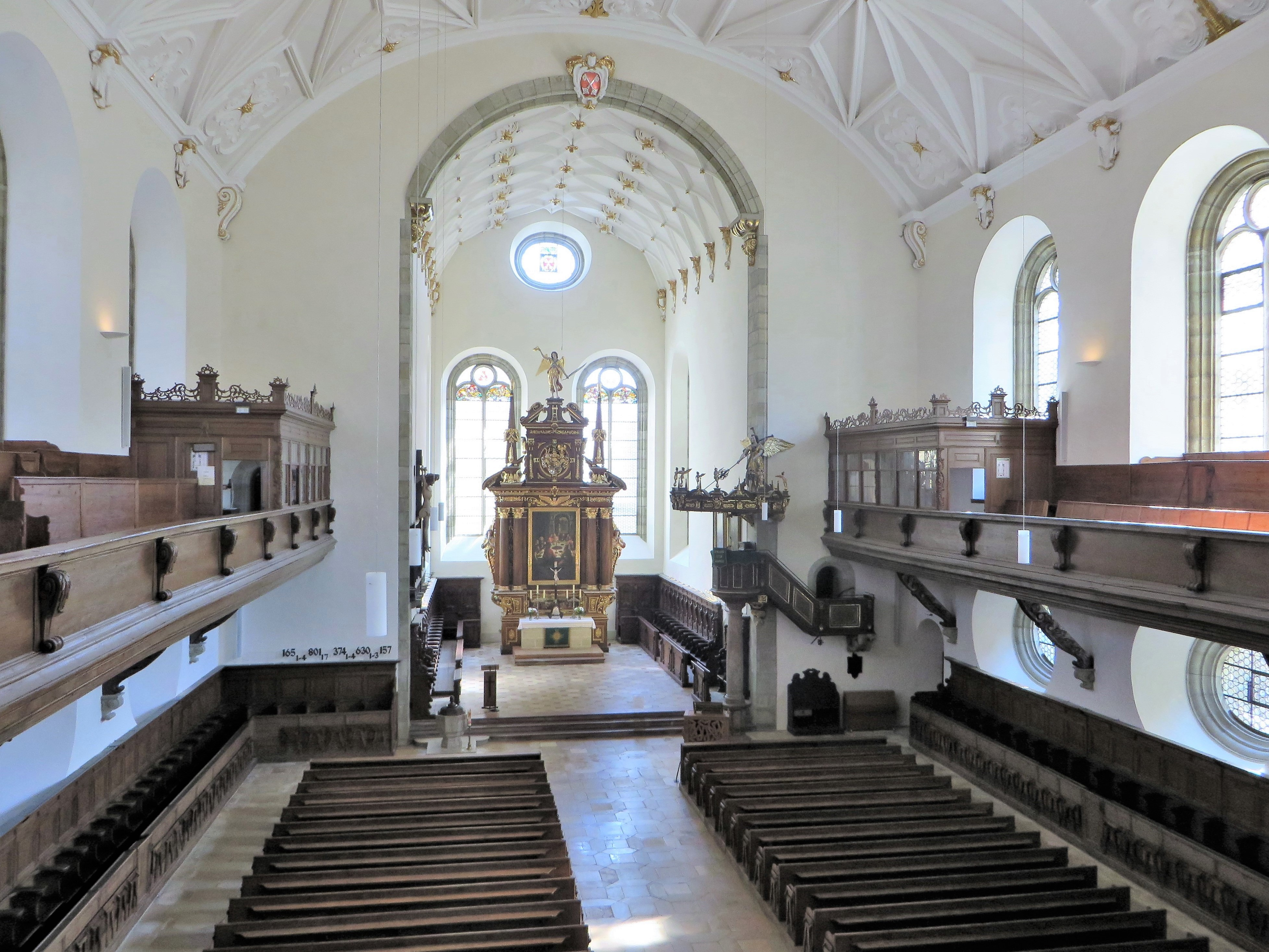
Innenraum, Blick von der Orgel-Empore zum Altar

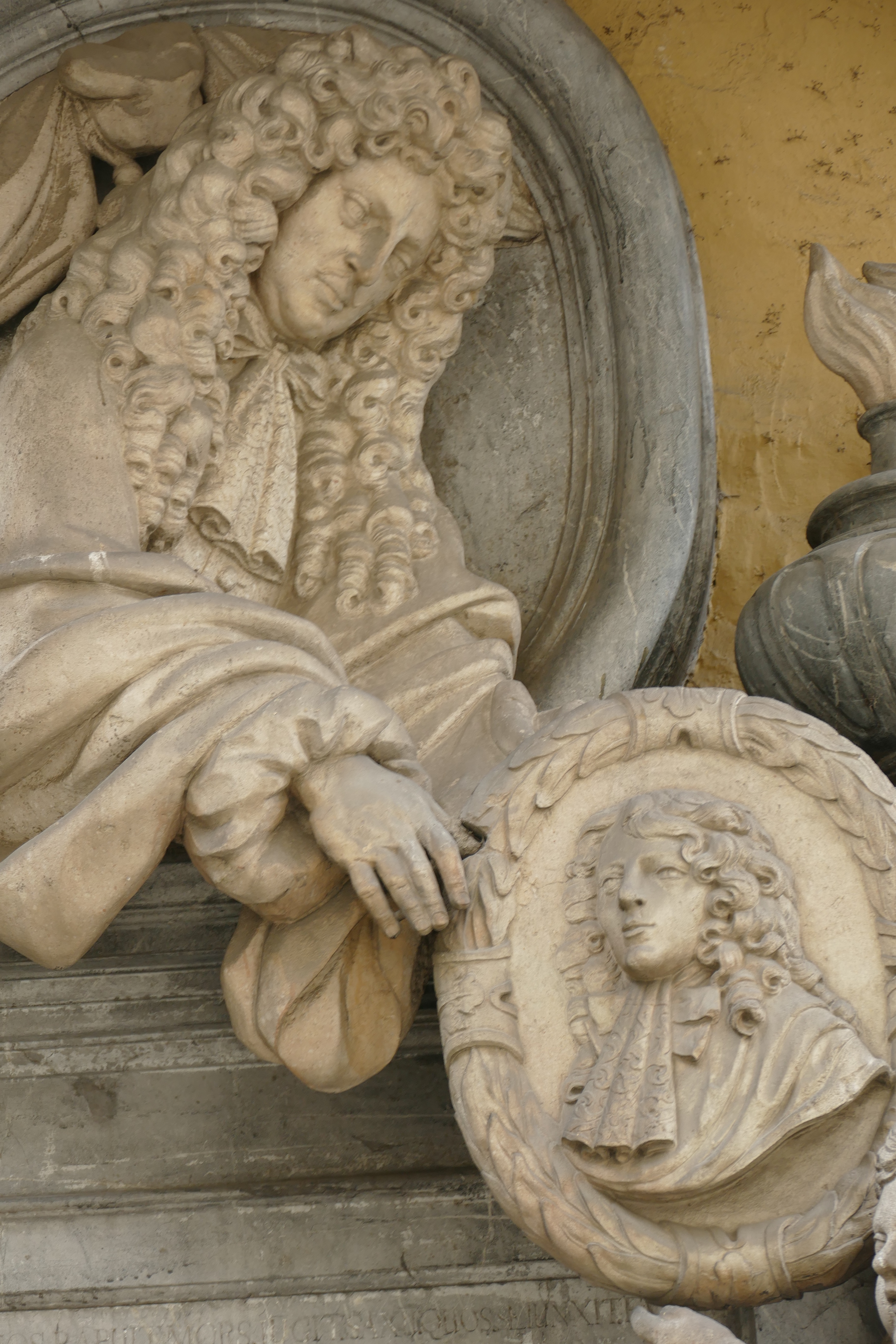
Gesandtenfriedhof
Schott-Epitaph (Detail)

Die Dreieinigkeitskirche (ⓘ, deren ursprünglicher Name Kirche zur Heiligen Dreifaltigkeit lautete) ist eine protestantische, frühbarocke, säulenlose Saalkirche in der Gesandtenstraße, in der Altstadt von Regensburg. Die Kirche wurde von 1627 bis 1631 nach Plänen von Hanns Carl erbaut und war einer der ersten evangelisch-lutherischen Kirchenneubauten in Bayern. Die Kirche gilt als größter Kirchenneubau der damaligen freien Reichsstadt Regensburg; sie ist wegen des besteigbaren Kirchturms mit Blick über die Altstadt ein beliebtes Ziel von Besuchern.
Eine weitere Attraktion ist der von der Kirche aus zugängliche südliche Kirchhof. Auf dem Kirchhof kam es nach der von bayerischen Besatzungstruppen erzwungenen Beendigung des Kirchbaus und noch vor Beginn abschließender Baumaßnahmen auf dem südlichen Kirchhof während des Dreißigjährigen Krieges, im Verlauf der 1632 beginnenden Kämpfe um Regensburg auf Wunsch des schwedischen Heerführers Bernhard von Sachsen-Weimar zum Begräbnis eines hohen schwedischen Offiziers und auf Wunsch einiger Exulanten-Familien auch zu einigen Umbettungen verstorbener Exulanten aus Österreich, die geholfen hatten, den Bau der protestantischen Kirche zu finanzieren. Ihre ursprünglichen Grabstätten lagen wie üblich außerhalb der Stadtmauern und konnten deshalb von den feindlichen kaiserlich-bayerischen Truppen geplündert werden.

## Bauplanung und Baugeschichte

### Planung des Kirchbaus

Entwurf, Stich von 1642

Nach Einführung der Reformation in Regensburg im Jahr 1542 dienten den Protestanten die Oswaldkirche und die Neupfarrkirche als gottesdienstliche Versammlungsorte. Zudem stand seit 1563 die Dominikanerkirche St. Blasius als Simultankirche zur Verfügung. Nachdem 1626 die Dominikaner die gemeinsame Nutzung ihrer Kirche durch den Reichshofrat untersagen ließen und nur bis 1628 eine Übergangszeit gewährten, beschloss der Rat der freien Reichsstadt Regensburg im Februar 1627 eine neue Kirche zu bauen. Der Kirchbau war durch eine finanzielle Entschädigung der Dominikaner möglich geworden. Außerdem hatte sich die evangelische Gemeinde sehr stark vergrößert, weil viele aus Böhmen und Österreich vertriebene Protestanten in Regensburg Zuflucht gefunden hatten. Auch diese Exulanten unterstützten den Bau der Kirche mit erheblichen finanziellen Mitteln. Später wurden daraufhin Einige Exulanten aus der Familie der Stubenberger auf dem Gesandtenfriedhof begraben, der sich nach Beginn des Immerwährenden Reichstages nach 1650 auf dem Kirchhof südlich der Kirche im Laufe der Folgejahre entwickelte.
Die Planung des Kirchbaus begann 1627 mit einem Entwurf des Architekten Mathias Stang aus Pfalz-Neuburg, dessen Entwurf sich nicht vom zeitgenössischen italianisierenden Stil des katholischen Kirchbaus unterschied und vom Rat der Stadt abgelehnt wurde. Der noch im gleichen Jahr neu berufene Nürnberger Architekt Hanns Carl präsentierte zunächst einen extrem konservativen, gotisierenden Entwurf, der ebenfalls keinen Anklang fand. Der vom Rat der Stadt dann akzeptierte zweite Entwurf präsentierte einen Kompromiss zwischen Nachgotik und frühbarocker Moderne. Erst zehn Jahre später kam es dann in Regensburg mit dem Bau des barocken Karmelitenklosters am Alten Kornmarkt zum Bruch mit den mittelalterlichen Traditionen.

### Bau und bauliche Besonderheiten der Kirche

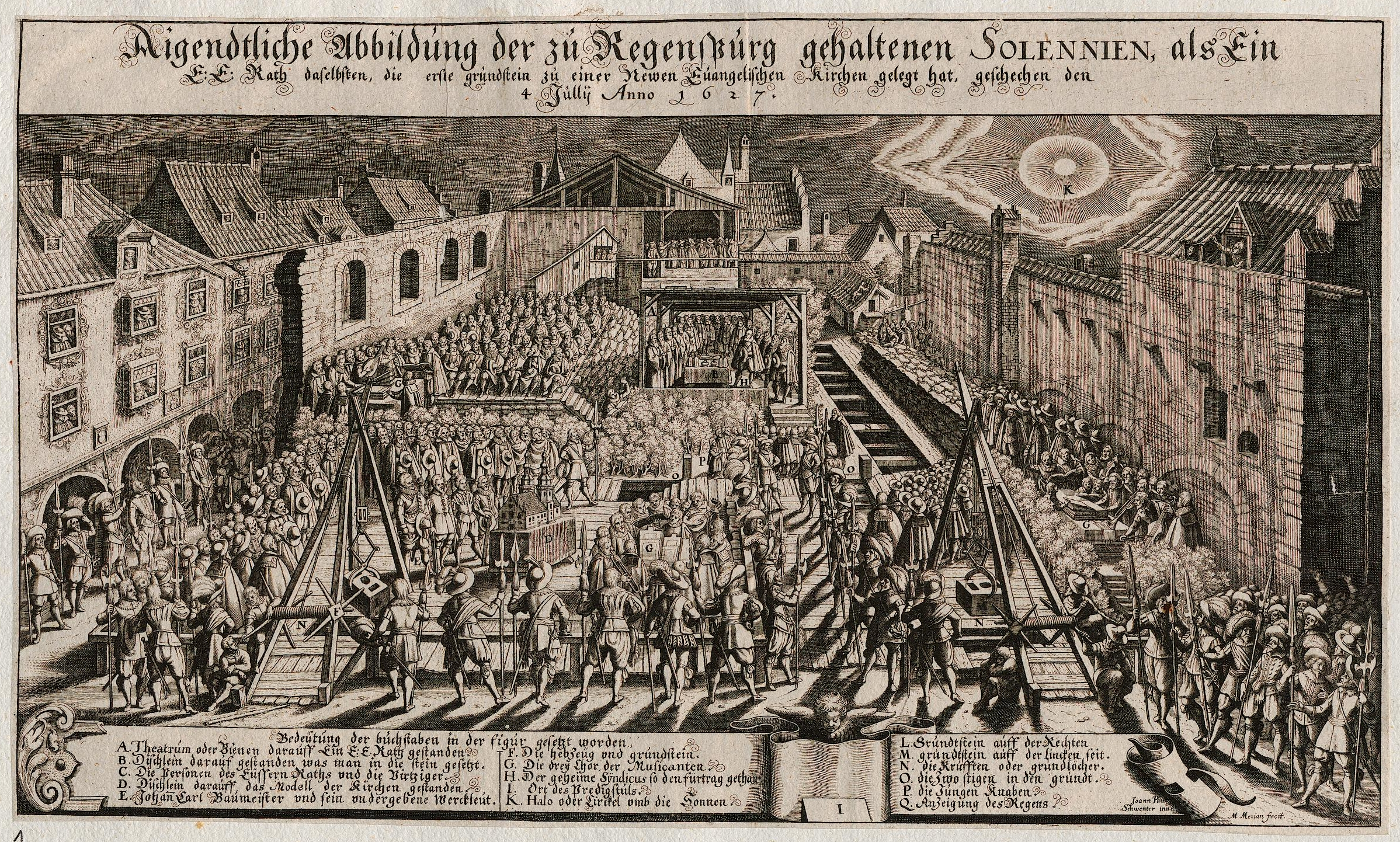
Grundsteinlegung 1627

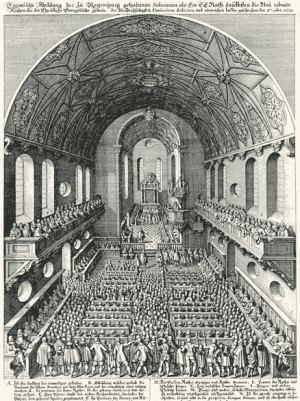
Stich zur Einweihung der Kirche 1631

#### Beginn und Abbruch des Kirchbaus, kriegerische Begleitumstände und Beginn von Begräbnissen

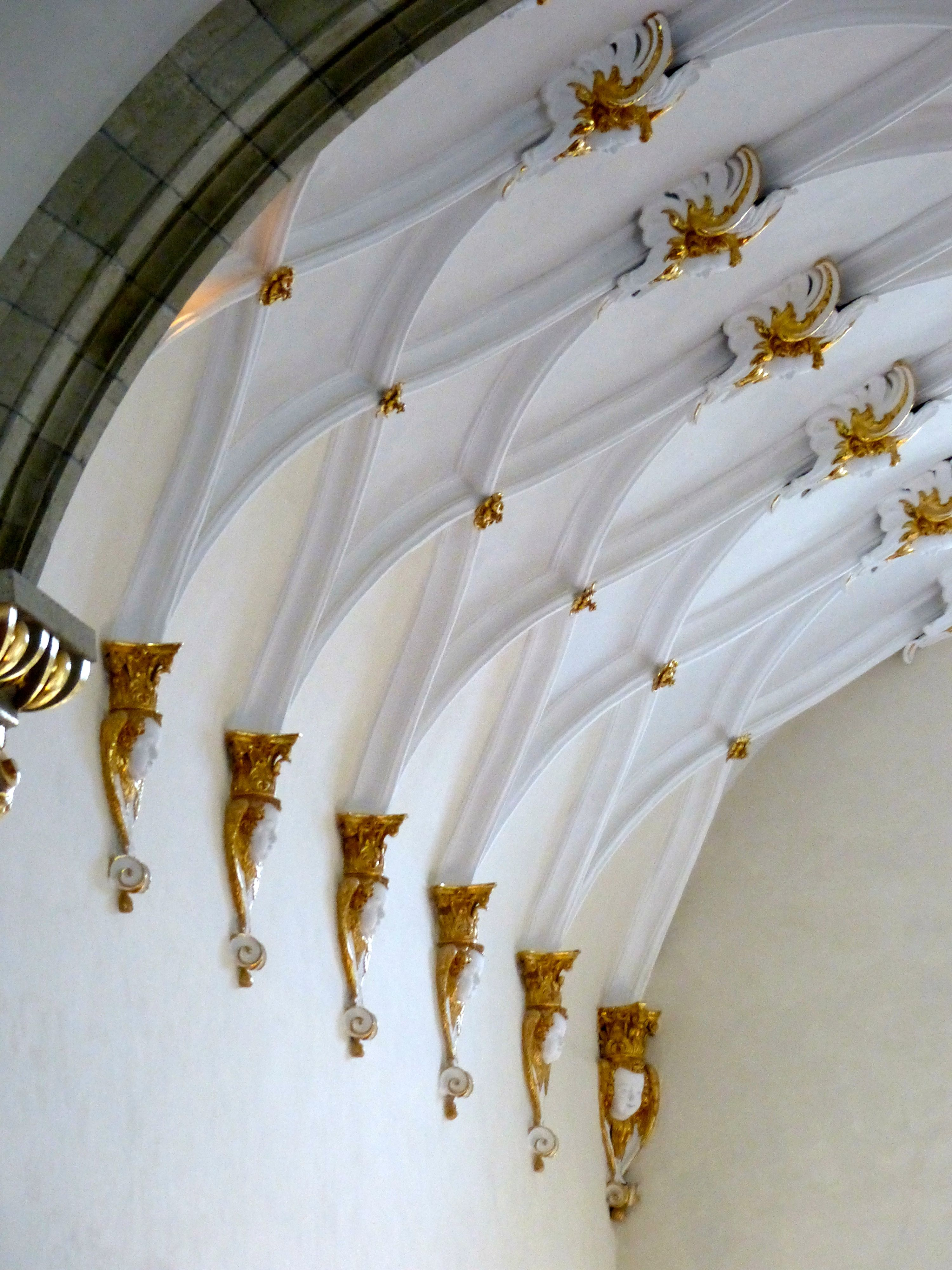
Gewölberippen

Am 4. Juli 1627, mitten im Dreißigjährigen Krieg, erfolgte die Grundsteinlegung der Dreieinigkeitskirche. Am 5. Dezember 1631 war der Bau fast fertiggestellt und wirkte von außen mit seiner Eckrustizierung trutzig wie eine feste Burg. Der Bau des heute begehbaren Nordturms mit Glocke war abgeschlossen. Der Bau des Südturms und die angrenzende Sakristei blieben unvollendet und wurden nur provisorisch abgeschlossen, weil im April 1632 bayerische Truppen nach ihrer Niederlage in der Schlacht bei Rain am Lech auf der Flucht vor einem anrückenden schwedischen Heer Regensburg besetzt und die Stadtkasse geplündert hatten. Der Baumeister der Kirche Hanns Carl wurde zum Neubau von Festungsanlagen in Regensburg verpflichtet. Für diese Baumaßnahmen wurde der von der protestantischen Gemeinde bisher als Grabstätte genutzte Petersfriedhof südwestlich außerhalb der Stadt vor der Stadtmauer einschließlich aller Grabdenkmäler, darunter auch das Grabdenkmal von Johannes Kepler, zerstört. Die Nutzung der neu erbauten Kirche und auch die beschränkte Nutzung des südlich an die Kirche anschließenden Kirchhofs als zunächst provisorische Begräbnisstätte blieb möglich und begann in der Folgezeit mit vereinzelten, nur schlecht dokumentierten Begräbnissen von Personen, die den Bau der Kirche unterstützt hatten. Darunter waren auch Exulanten, die den Bau der Kirche finanziell unterstützt hatten und deren Grabstätten vor den Toren der Stadt von bayerischen Truppen geplündert worden waren. Später wurden auch einige Militärpersonen begraben, nachdem ein Jahr später im November 1633 Regensburg durch ein schwedisches Heer, das nach dem Tod des schwedischen Königs Gustav II. Adolf unter Führung des neuen schwedischen Heerführers Bernhard von Sachsen-Weimar stand, erobert worden war. Bei den Kämpfen kam in Regensburg ein hoher schwedischer Offizier bei der Eroberung des Ostentors ums Leben. Sein Leichnam war einer der ersten Toten, der auf Wunsch von Bernhard von Sachsen-Weimar auf dem südlichen Hinterhof der neuen Dreieinigkeitskirche begraben wurde. Dieser Hinterhof wurde damals bezeichnet als „der schmale Gang hinter unseren neuen Kirche“ und entwickelte sich in den folgenden Jahrhunderten zum heutigen Gesandtenfriedhof.
Nur ein halbes Jahr später wurde die Stadt Regensburg den Schweden wieder entrissen. Ende Juli 1634, einige Monate nach der Ermordung von Wallenstein, wurde Regensburg von kaiserlich-bayerischen Truppen unter Führung von Gallas und des späteren Kaisers Ferdinand III. nach Belagerung und Sieg über die Schweden von den kaiserlich-bayerischen Truppen zurückerobert. Trotz heftiger Beschießungen der Stadt durch die kaiserliche Artillerie gibt es keine Berichte über Beschädigungen der gerade neu erbauten Dreieinigkeitskirche im Verlauf dieser Kämpfe um Regensburg.

#### Saalkirche, also ohne Säulen
Im Inneren ließ Hanns Carl die Kirche als einen säulenlosen Saalbau errichten, der wegen dieser damals noch neuartigen Bauweise in den folgenden Jahrzehnten weithin berühmt wurde. Sogar die umlaufenden Holzemporen wurden nicht von senkrechten Säulen getragen, sondern waren mit schräg verlaufenden hölzernen Streben seitlich in den Außenmauern verankert. Von allen Plätzen aus war ein freier Blick auf den Altar und die Kanzel möglich. Deshalb war diese Kirche nach lutherischen Vorstellungen zum Predigen vor vielen Besuchern bestens geeignet. Der Kirchraum bot mehr als 1000 Besuchern Sitzplätze, alle mit freiem Blick auf Kanzel und Altar, sodass Besucher auch bereit waren, den üblich lang andauernden Predigten zu folgen.

#### Im Dachstuhl aufgehängtes Tonnengewölbe
Der Verzicht auf tragende Säulen hatte zur Konsequenz, dass die das Kirchenschiff überwölbende Tonne im Dachstuhl rückverankert werden musste, d. h. so aufgehängt werden musste, dass die gesamte Last der Tonne und des Daches auf den Außenmauern der Kirche ruht. Es war der Zimmermeister Lorenz Friedrich, dessen Können dieses Kunststück, das noch heute von Fachleuten bewundert wird, ermöglichte. Die Wölbung der Decke des Chores wurde auf die gleiche Art ermöglicht.

#### Hohle Gewölberippen aus innovativem Leichtbaumaterial
Die geschilderte Gewölbekonstruktion machte Gewölberippen eigentlich überflüssig, jedoch wollte man auf Gewölberippen als wesentliche Gestaltungsmerkmale einer Kirchendecke nicht verzichten. Die Aufhängung der Decke im Dachstuhl machte es aber erforderlich, dass das Gewicht der Rippen, die nur der Gestaltung dienen sollten, möglichst niedrig sein musste. Das Problem wurde gelöst durch den Bossierer Georg Vest. Er fertigte die Gewölberippen nicht wie üblich aus massivem Stuck, sondern er formte mit Hilfe von Modeln aus Rupfen-Textil und Leim innen hohle, also sehr leichte Gewölberippen, die man an der Decke anheften konnte. Als Nachteil erwies sich in der Neuzeit, dass das textile Material der Gewölberippen bei Feuchtigkeit für Schimmel anfällig ist.

#### Separater Zugang zur Empore für Prominente
Die Mauern der ersten, provisorischen Sakristei sind auf dem ältesten erhaltenen Grundriss-Bauplan der Kirche eingetragen. Diese Sakristei wurde im Jahr 1755 „erweitert“, von außen beheizbar gemacht und durch eine neue Tür im Südturm erreichbar. Durch die neue Tür und eine ebenfalls neue Treppenanlage im Südturm (Ratsstiege) waren seitdem auch die Emporen und die dort auch neu gebauten „2 Cabinet mit Fenstern für die Herren Gesanden und den Magistrat“ erreichbar.

#### Separates Oratorium für die protestantische Fürstin Therese von Thurn und Taxis
1790 entstand auf Kosten des Hauses Thurn und Taxis unterhalb der Orgelempore als nachträglicher Einbau in die Westempore ein auf zwei hölzernen Säulen ruhendes, separates Oratorium, von dem aus die Fürstin, Erbprinzessin Therese von Thurn und Taxis, die Ehefrau des Prinzipalkommissars Karl Alexander von Thurn und Taxis, dem Gottesdienst folgen konnte. Therese war eine Schwester von Königin Luise von Preußen und stammte aus dem Fürstenhaus Mecklenburg-Strelitz. Die Fürstin Therese hatte in einem langwierig ausgehandelten Ehevertrag vereinbart, dass sie nach der Heirat protestantisch bleiben konnte und ihren Glauben in der Dreieinigkeitskirche und später in ihren Privatgemächern im Kloster St. Emmeram ausüben durfte.

### Sanierungen ab 2008 und Turmbesteigung
Nach mehreren Außensanierungen wurde in den Jahren 2008 bis 2013 erstmals auch der Innenraum der Kirche grundlegend saniert. Saniert wurden die nicht mehr tragfähigen, in den Außenmauern verankerten Stützen der Emporen, die Anstriche der Decken im Chor und im Langhaus, die Steinböden und das Gestühl, das durch Bohrungen für alte Heizkörper substanziell geschädigt war. Außerdem war das Holz unzulässig stark mit den Holzschutzmitteln PCP und Lindan verunreinigt. Beide Giftstoffe konnten durch ein Vakuum-Waschverfahren mit Alkohol entfernt werden. Außerdem wurden neue Elektroheizkörper eingebaut, um den großen Kirchraum auch in der kalten Jahreszeit als Veranstaltungsraum nutzen zu können, denn die Dreieinigkeitskirche ist der Hauptaufführungsort der „Regensburger Kantorei“ und der Tage Alter Musik Regensburg.
Die Kosten der Sanierung betrugen 3,5 Millionen Euro. Die evangelische Kirche trug die Hälfte der Kosten, davon die Kirchengemeinde 250.000 €. Der Freistaat Bayern übernahm 1,3 Millionen Euro der Sanierungskosten, die Stiftung KiBa und die Deutsche Stiftung Denkmalschutz beteiligten sich mit 400.000 Euro.
Nachdem die Kirche bereits wieder mehr als ein Jahr genutzt worden war, brach im September 2018 ein großes Stück des neuen Deckenputzes heraus und fiel in den Chorraum. Der Zugang zur Kirche musste erneut für unbestimmte Zeit eingeschränkt werden, da noch weitere Hohlräume im historischen Lehm-Kalk-Deckenputz entdeckt wurden, der bei der Sanierung frisch bemalt worden war. Die Untersuchungen ergaben, dass sich der äußere Deckenfeinputz abgelöst hatte vom grundlegenden Lehmputz, der offenbar ausgetrocknet war, begünstigt durch sommerliche Hitzeperioden und wahrscheinlich auch durch ein verändertes Innenraum-Mikroklima nach Einbau und Nutzung einer neuen Heizungsanlage.
Bei der im August 2019 erneut beginnenden Deckensanierung wurde versucht, den Deckenfeinputz mit dem Lehmputz und der Holzdecke mit Hilfe sog. Hanfdübel und Edelstahlschrauben mechanisch dauerhaft zu verbinden. Diese Sanierungsarbeiten wurden Anfang Dezember 2019 abgeschlossen, so dass die Kirche nach Weihnachten 2019 wieder zugänglich war.
Während der Innensanierung war nur selten ein Zugang von außen zur Besteigung des Kirchturmes mit Panoramablick über die Stadt möglich, weil sich 2017 im Zuge der Neueindeckung des Kirchdaches herausgestellt hatte, dass auch Teile der Außenfassade absturzgefährdet sind. Bei früheren Sanierungen war mit unpassenden Materialkombinationen gearbeitet worden, so dass diese Partien der Fassade bis zur endgültigen Sanierung provisorisch gesichert werden mussten. Der Einbau der neuen Orgel war zum Ende des Frühjahrs 2020 abgeschlossen. Im Jahr 2021 waren ein Besuch der Kirche und ein Turmaufstieg wegen der Corona-Pandemie nur eingeschränkt möglich. Seit 2022 ist die Turmbesteigung im Sommerhalbjahr (von Ende März bis Ende Oktober) wieder möglich.

## Architektur

### Chor und Langhaus

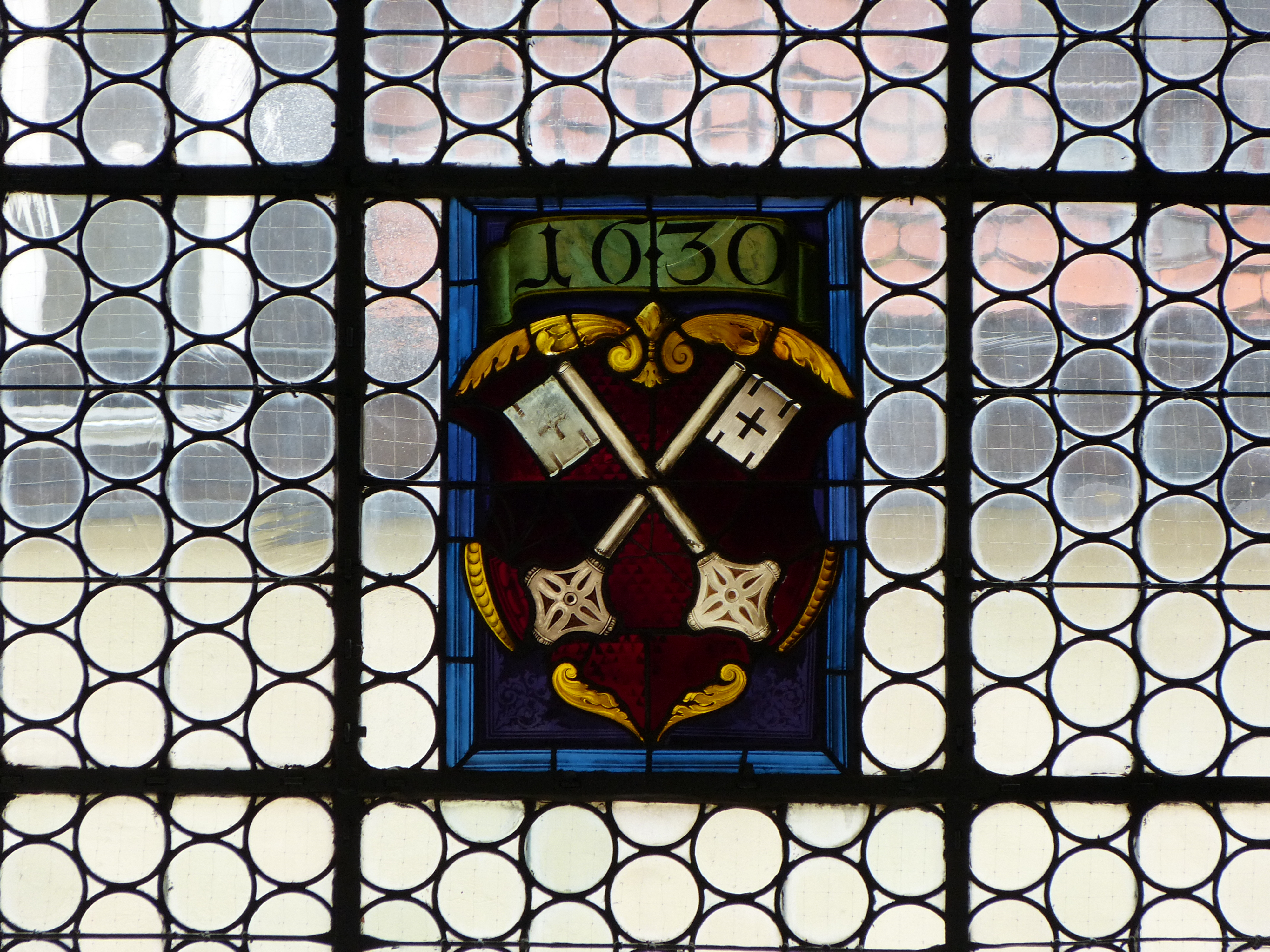
Wappen-Fenster, oben erwünschtes Einweihungsjahr

Der geostete säulenlose Saalbau hat ein Langhaus mit Satteldach, ist (mit Chor) 50 Meter lang und mit 20 Metern genauso breit wie hoch. Der Chor ist eingezogen, halb so breit wie das Langhaus und hat zwei Chorflankentürme auf quadratischem Grundriss. Das verputzte äußere Mauerwerk weist Eckquaderung mit verzahntem Bossenwerk, aber am Langhaus keinerlei Gesimse, Pilaster und Strebepfeiler auf. Der Dachstuhl wurde vom Zimmermann Lorenz Friedrich aus Nürnberg so konstruiert, dass die gesamte Dachlast auf die Außenmauern abgeleitet wird.
Die Mauern des Langhauses sind in zwei Zonen gegliedert. In die untere Zone unterhalb der Emporen sind Rundfenster mit profilierten Umrahmungen (Ochsenaugen) eingelassen, darüber belichten große zweibahnige Rundbogenfenster den Innenraum. In die Langseiten sind über den Portalen jeweils ein weiteres Rundfenster eingelassen. Drei Säulenportale erschließen die Kirche im Süden, Westen und Norden. Jeweils zwei mächtige Freisäulen flankieren die Portale, auf deren reich profilierten Kämpfern ein profilierter Rundbogen mit Fase ruht. Am Westportal wird der horizontale Steinträger von einer Tafel mit Voluten bekrönt. An den Portalen der Langseiten umschließen gesprengte Giebel das Regensburger Wappen: zwei schräg gekreuzte Schlüssel. Auch im Inneren der Kirche findet sich das Regensburger Wappen, sowohl etwas verborgen unter der Kanzel, als auch sehr prominent in der Mitte des großen Chorbogens, der den Chor zum Kirchenschiff öffnet und zusätzlich auch in den Fenstern.

### Portale und fehlende Portalskulpturen

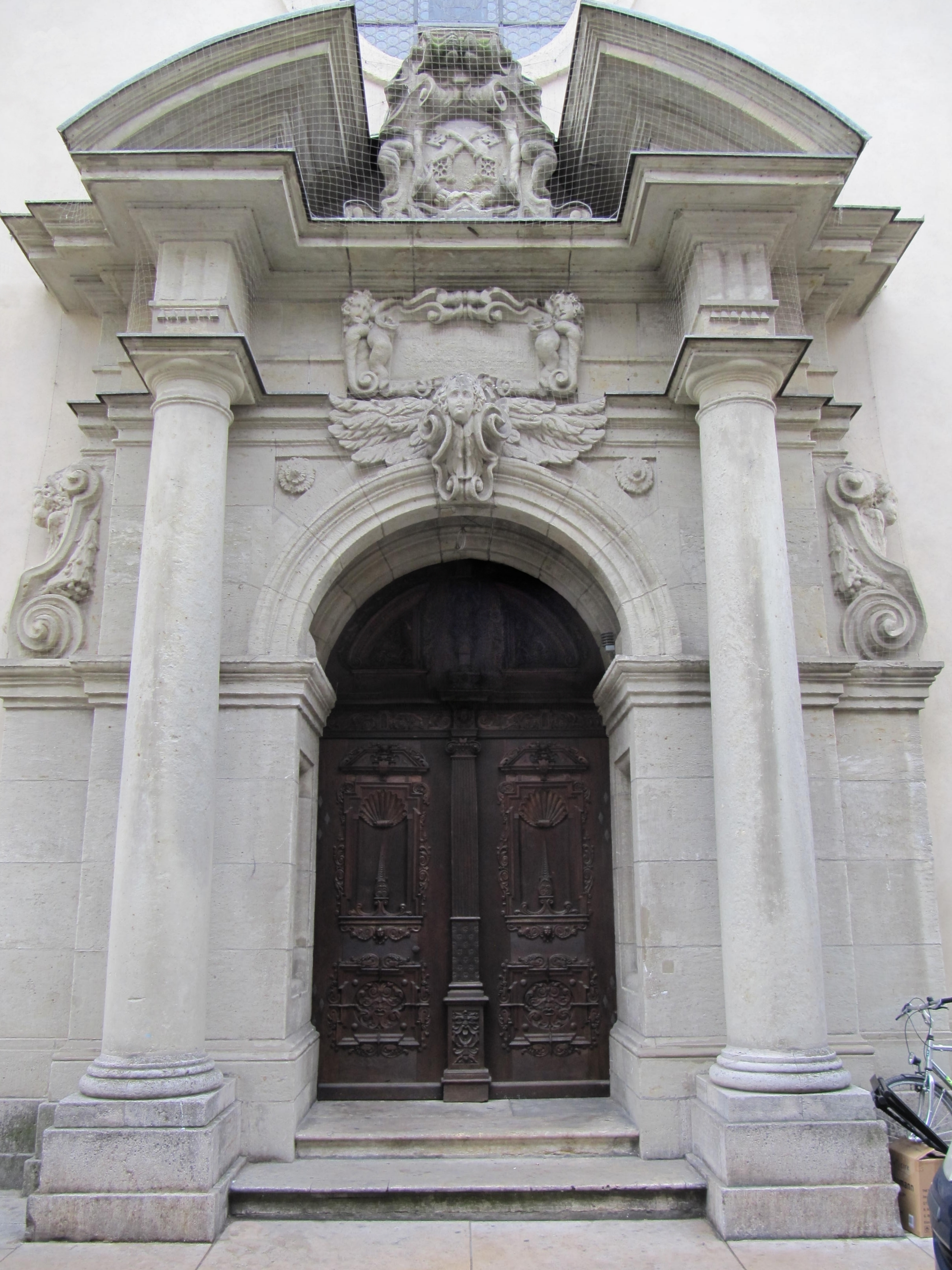
Nordportal mit Wappen

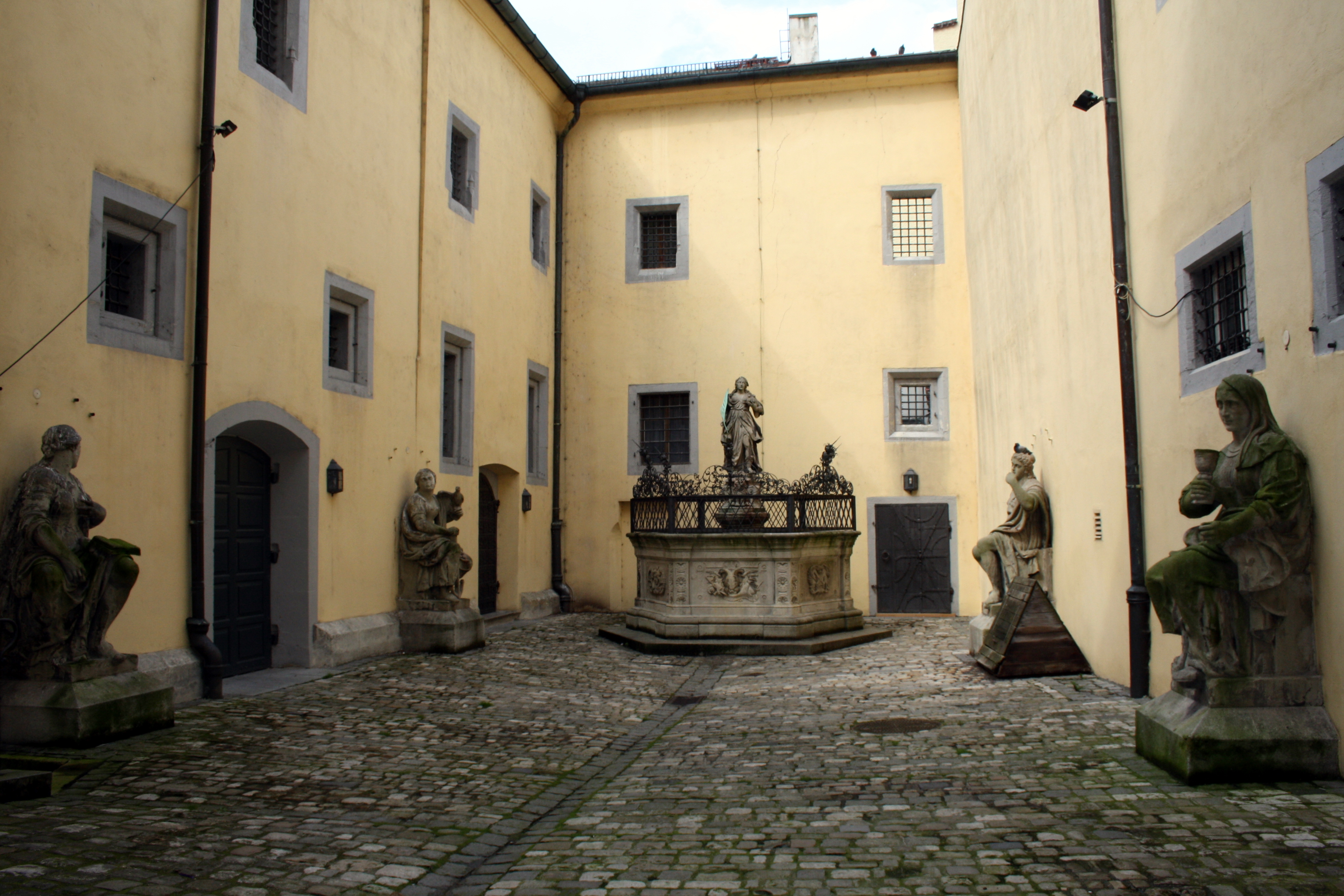
Portalskulpturen der Dreieinigkeitskirche am Standort Innerer Rathaushof

Völlig neu für die damalige Regensburger Architektur war die Idee von Säulenportalen, die mit jeweils zwei Statuen besetzt werden sollten. Diese Idee stammte vielleicht vom Architekten Johann Carl, zumindest aber wurde sie von ihm aufgegriffen. Für die Verwirklichung der Idee wählte Johann Carl den Bildhauer Leonhard Kern, den er seit Jahren kannte, der bereits 1617 mit großer Anerkennung die Portalskulpturen des Nürnberger Rathauses gestaltet hatte und der bereits den Auftrag für die Gestaltung der Altarplastik erhalten hatte. Kern wollte die geplanten Skulpturen nicht in Regensburg, sondern wegen des dort besser geeigneten Gesteins in Schwäbisch Hall anfertigen und dann nach Regensburg transportieren lassen. Der Regensburger Rat vergab den Auftrag für sechs vollplastische, allegorische Skulpturen an Kern zu einem Gesamtpreis von 500 Gulden, obwohl Kern mit der Lieferung der Altarplastik bereits im Verzug war. Kern blieb weiterhin mit der Lieferung im Verzug und so wurde die Kirche im Dezember 1631 ohne die Figuren eingeweiht. Gründe für den Verzug sind nicht aufgeklärt, jedoch haben wahrscheinlich die bereits einsetzenden Wirren des Dreißigjährigen Krieges den Transport der Figuren verzögert.
Mysteriöser als die verspätete Anlieferung der Skulpturen ist die Tatsache, dass die Skulpturen nach der Anlieferung nicht wie geplant auf den Portalen aufgestellt wurden, obwohl die geplanten Inschriften schon formuliert waren. Vier der Skulpturen, die Allegorien der Fides, der Iustitia, der Prudentia und der Spes wurden stattdessen im Reichsaalbau des Rathauses am Fuß der Fürstentreppe aufgestellt. Seit 1905 stehen sie im Rathaushof. Die fünfte Skulptur (Caritas) stand bis um 1800 bei der Siechenkapelle Alt St. Niklas, Adolf-Schmetzer-Straße und wurde zerstört. Von der sechsten Skulptur fehlt jede Spur. In Regensburg rechnete man noch 1663 mit der Anbringung der Skulpturen, wie ein in diesem Jahr erstellter Stich der Kirche mit den Portalfiguren zeigt. Wegen fehlender Quellen kann nicht ermittelt werden, warum es nicht zur Aufstellung der Skulpturen kam. Die mächtigen Skulpturen hätten auf den relativ kleinen vorhandenen Stellflächen kaum Platz gefunden und wären allenfalls beim giebellosen Westportal zur Geltung gekommen.

### Türme und Aussichtsplattform

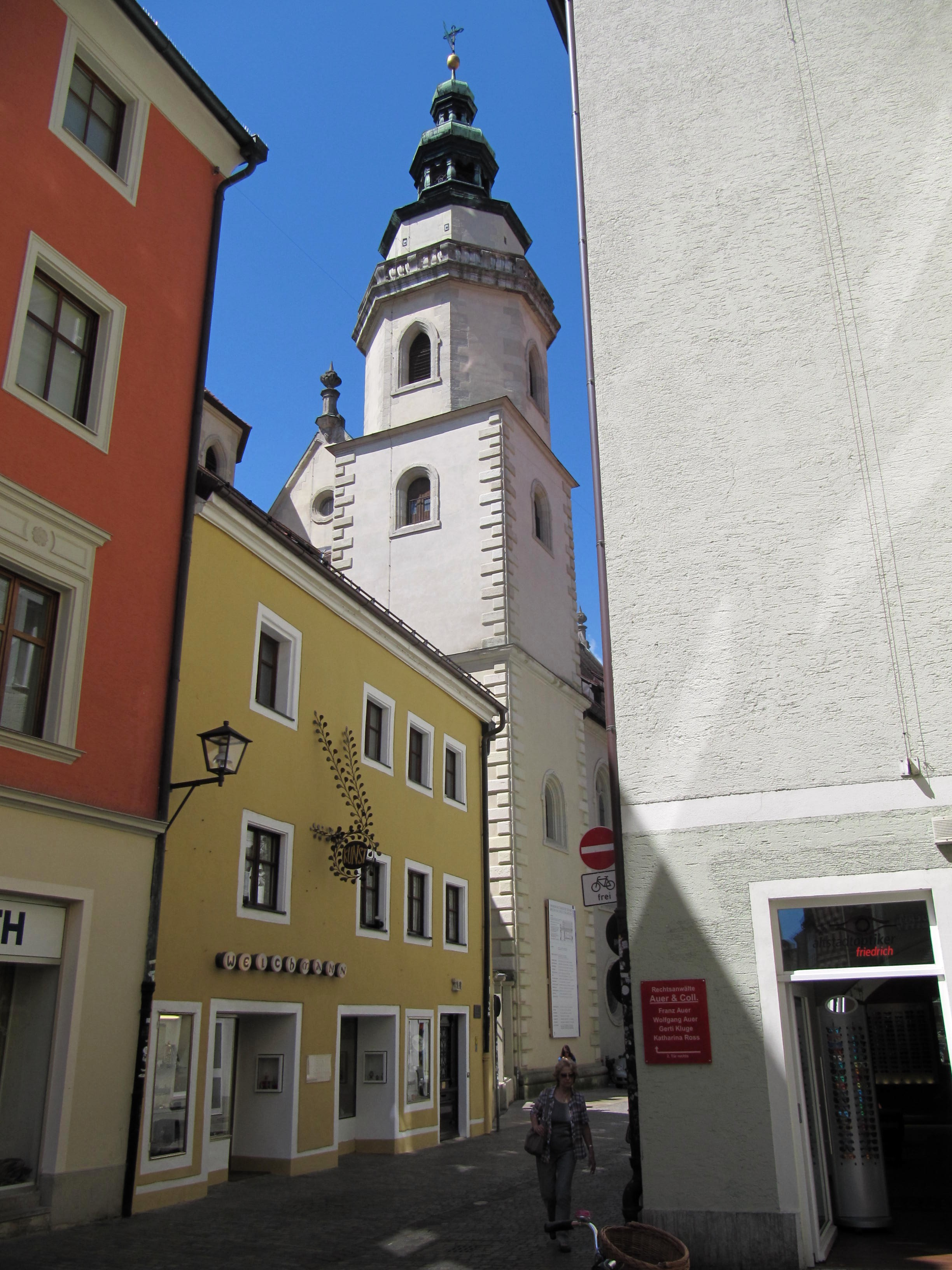
Nordturm Aussichtsplattform, Gesandtenstraße

Die Flankentürme sind im unteren, aufgemauerten Teil viergeschossig. Der Nordturm besitzt eine rundum begehbare Aussichtsplattform und bietet eine einzigartige Aussicht auf die Altstadt von Regensburg. Der Südturm blieb aufgrund der Besetzung der Stadt Regensburg durch bayerische Truppen unvollendet. Er verfügt nur über drei Geschosse, die von einem Pyramidendach abgeschlossen werden. Die beiden quaderförmigen Untergeschosse auf quadratischem Grundriss werden durch ein Gesimsband gegliedert. Beim Nordturm erheben sich darüber zwei oktogonale Obergeschosse, beim Südturm nur ein oktonales Geschoss. Das untere Geschoss hat abgetreppte spitzbogige Schallarkaden für das Geläut, das obere eine umlaufende Balustrade. Der zweigeschossige Helmaufbau des Nordturms hat offene Laternen mit Welscher Haube, die von einem vergoldeten Turmknauf, einer Wetterfahne und einem Kreuz bekrönt wird.
Der Nordturm der Kirche ist im Sommer als einziger Kirchturm im Stadtgebiet von Regensburg öffentlich begehbar, wobei die Balustrade auf etwa 34 Meter Höhe liegt. Vom Nordturm aus eröffnet sich ein Rundblick über die Dachlandschaft von Regensburg und zu den Donauhängen bis hin zur Walhalla.

## Ausstattung

### Deckenschmuck
Der schlicht gestaltete Innenraum wird von einem Tonnengewölbe in 20 Metern Höhe abgeschlossen. In einer speziellen Stuck-Leichtbautechnik mit textilem Material (Rupfen) schuf Georg Vest aus Creußen den Deckenschmuck in Langhaus und Chor. Beide Decken sind reich mit geometrischen Ornamenten verziert und greifen spätmittelalterliche Traditionen auf. An der Decke des Chores finden sich Netzrippen, während die Langhausdecke mit Sternrippen und Seraphimköpfen verziert ist. Im Zentrum der Decke des Langhauses ist eine Sonne mit vergoldeten Strahlen dargestellt und mit den Worten Sanctae Trinitati Sanctum, was meint: „ein Heiligtum“ (das Gebäude der Kirche) „der heiligen Dreifaltigkeit“'. Das profilierte Deckengesims im Langhaus wird nur scheinbar von Frauenköpfen als Konsolen getragen. Das Deckengesims im Chor wird von Engelsköpfen als den Repräsentanten der Himmelssphäre gestützt.

### Emporen
Die dreiseitig umlaufende Emporen mit Sitzbänken ruhen ohne stützende senkrechte Pfeiler auf schräg verlaufenden Holzkonsolen, die in den Seitenmauern verankert sind. Bei den Sanierungsmaßnahmen 2008 wurden die Verankerungen im Mauerwerk durch „Stahlschuhe“ verstärkt. Über der westlichen Empore gibt es eine weitere Empore als Aufstellungsort für die Orgel. Die Orgel-Empore wird von einem die gesamte Kirchbreite durchmessenden, bearbeiteten Baumstamm getragen, der 2008 im Zuge von Sanierungsmaßnahmen erneuert wurde.

### Altar, Kanzel, Taufstein

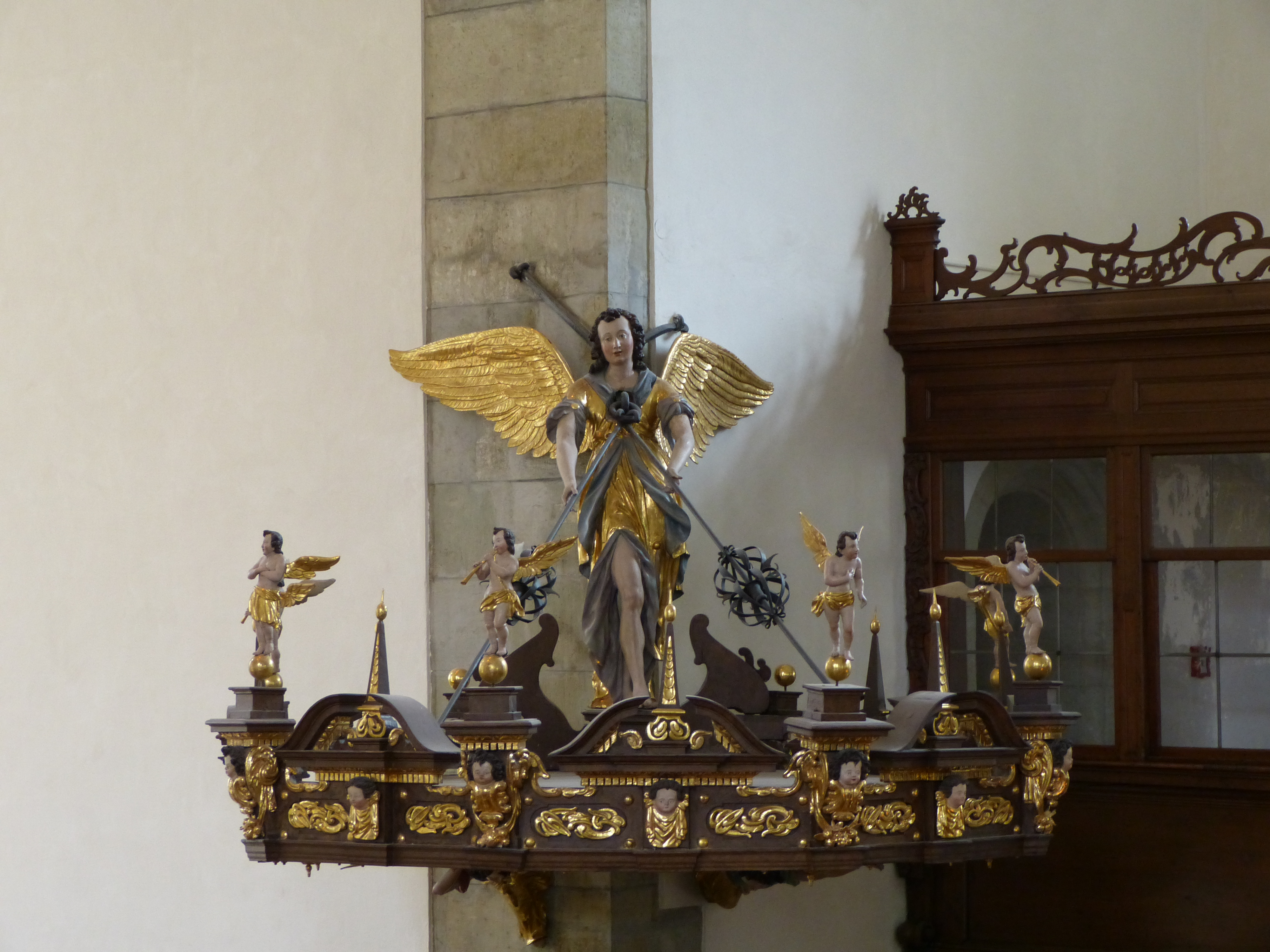
Schalldeckel der Kanzel

Der Altar wurde erst 1637 endgültig fertig gestellt, nachdem bis dahin ein Provisorium benutzt wurde. Die Fertigstellung gelang mit Hilfe einer Spende von 1000 Reichstalern vom Herzog Franz Albrecht von Sachsen-Lauenburg, dessen Wappentafel sich noch heute auf dem Altar findet. Franz Albrecht hatte im Januar 1634 in Regensburg seinen Cousin Bernhard von Sachsen-Weimar zu Geheimverhandlungen aufgesucht, um ihn zu einem Bündnis mit Wallenstein zu überreden. Bernhard von Sachsen-Weimar hatte die kurz zuvor von bayerischen Truppen eroberte und besetzte Stadt Regensburg wieder für die Protestanten zurückerobert und vertraute seinem Gegner Wallenstein nicht. Deshalb misslang Das Vorhaben von Herzog Franz Albrecht. Auf seinem Rückweg wurde Franz Albrecht von Sachsen-Lauenburg von kaiserlichen Truppen verhaftet und erfuhr von der zwischenzeitlichen Ermordung von Wallenstein.
An der Gestaltung des Altars waren beteiligt der Baumeister der Kirche Johann Carl sowie Georg Jakob Wolff und Georg Stellenberger. Das Altarbild mit der Abendmahlsszene und die Predella mit dem Taufbild stammen von Johann Paul Schwendtner. Das zentrale Gemälde wird von zwei großen korinthischen Säulen besonderer Machart flankiert. Die Altarsäulen zeichnen sich besonders durch die gewundenen sog. Flammleisten aus, die mit einer damals nur in Nürnberg beherrschten Technik hergestellt werden konnten. Die kleinteiligen, regelmäßigen, hölzernen Wellenleisten wurden auf die Säulenschäfte aufgebracht und verschafften den Säulen eine flammende bewegte Oberflächenstruktur. Bei der Sanierung wurde ein alter, artfremder Kunstharzlack durch eine Leimlöschung entfernt und durch einen Naturharzlack ersetzt.
Über dem Altarbild ist – als Zugeständnis für den bereits oben erwähnten Spender – das Wappen von Sachsen-Lauenburg nach einem Entwurf von Georg Jakob Wolff angebracht. Ein gesprengter Giebel mit einem Engel schließt den Altar oben ab. Der von Leonhard Kern gefertigte Engel hält eine Krone und einen Palmenzweig in seinen Händen. Der Engel ist dargestellt in einer gegenläufigen Bewegung, die sein Gewand aufspringen lässt und einen Blick auf das kess entblößte Bein freigibt.
Der Schalldeckel der Kanzel von 1631 trägt eine Taube als Symbol des Heiligen Geistes und ist reich mit kleinen Engelfiguren auf Konsolen, Putten, gesprengten Giebeln und vergoldetem Schnitzwerk verziert. Eine große Engelsfigur hält zwei Eisenstangen, an denen der Schalldeckel befestigt ist. 1656 wurde die Kanzel auf eine solide Säule aus Rotmarmor gesetzt, nachdem die Vorgängerlösung den Predigern als unbequem erschienen war.
Erst 1814 erhielt die als Predigtkirche errichtete Dreieinigkeitskirche den Status einer Pfarrkirche. Noch über dieses Jahr hinaus gab es keinen Taufstein und man behalf sich mit Taufgeschirr. Der Taufstein wurde erst 1932 vor den Chorbogen, gegenüber der Kanzel gesetzt.

### Portaltüren, Gestühl, Logen und Oratorium, Gemälde
Das speziell gestaltete und gegliederte Gestühl ist bestimmend für die Inneneinrichtung und ist ebenso wie alle drei Portaltüren noch weitgehend im Originalzustand erhalten. Lediglich das Holzgestühl im Langhaus mit den einzigartigen seitlichen (heute fixierten) Notsitzen musste bei der Sanierung 2013 von den giftigen, schwarzen Anstrichen befreit werden. Auch das Holzgestühl auf den seitlichen Emporen ist im Originalzustand erhalten und auch die speziellen aufklappbaren Zusatzsitze sind noch heute nutzbar.
Das hölzerne Gestühl im Langhaus und auf den Emporen stammt aus der Erbauungszeit der Kirche. Es spiegelt die damalige ständische Gesellschaft, indem es für die verschiedenen gesellschaftlichen Stände unterschiedlich gestaltet ist. Das hohe Gestühl im Chorraum ist mit Schnitzwerk im Knorpelstil verziert und war damals für die Mitglieder des Inneren Rates der Stadt und für die Prediger vorgesehen. Die seitlich das Langschiff umlaufenden Bänke, leicht erhöht und durch Balustraden abgetrennt, waren vorgesehen für die Mitglieder des Äußeren Rates der Stadt. „Normale“ Bürger der Stadt saßen nach Geschlechtern getrennt auf den Bänken im Langhaus.
Vornehme Bürger (z. B. Ritter, Adelige, Gelehrte, Gesandte auswärtiger Fürsten) saßen auf den Emporen. Dort wurden 1755 für Magistratsmitglieder und die evangelischen Reichstagsgesandten zwei Logen gebaut. Als Besonderheit finden sich außen an den Bänken im Langhaus und auch auf den Emporen viele aufklappbare Zusatzsitzplätze (heute fixiert). Insgesamt bietet die Kirche noch heute über 1000 Sitzplätze.
Unterhalb der Orgelempore wurde 1790 ein Oratorium für die mit Karl Alexander von Thurn und Taxis verheiratete Therese zu Mecklenburg eingebaut, das heute meist als „Fürstenloge“ bezeichnet wird. Vor der Heirat der protestantischen Therese zu Mecklenburg und des katholischen Prinzen von Thurn und Taxis im Jahr 1789 war in langwierigen Verhandlungen vereinbart worden, dass in der protestantischen Dreieinigkeitskirche ein Privatoratorium für die Fürstin und ihr Gefolge eingebaut würde. Der Einbau bewirkte zwar eine sehr auffällige starke bauliche Veränderung des Innenraums der Kirche, zumal in dem völlig ohne senkrechte Säulen geplanten Innenraum der Kirche nun zwei senkrechte Holzsäulen als Tragwerk benötigt wurden. Trotz dieses starken Eingriffs fügt sich das Oratorium gut in die Holzkonstruktion des Innenraums ein und ist für alle Besucher ein Blickfang.
Über dem Eingang zur Sakristei sind zwei Gemälde der Reformatoren Martin Luther und Philipp Melanchthon aufgehängt. Zwei Gemälde aus dem Ende des 17. Jahrhunderts in der Nordostecke des Langhauses zeigen den büßenden Hieronymus und eine Halbfigur Christi.

### Orgel

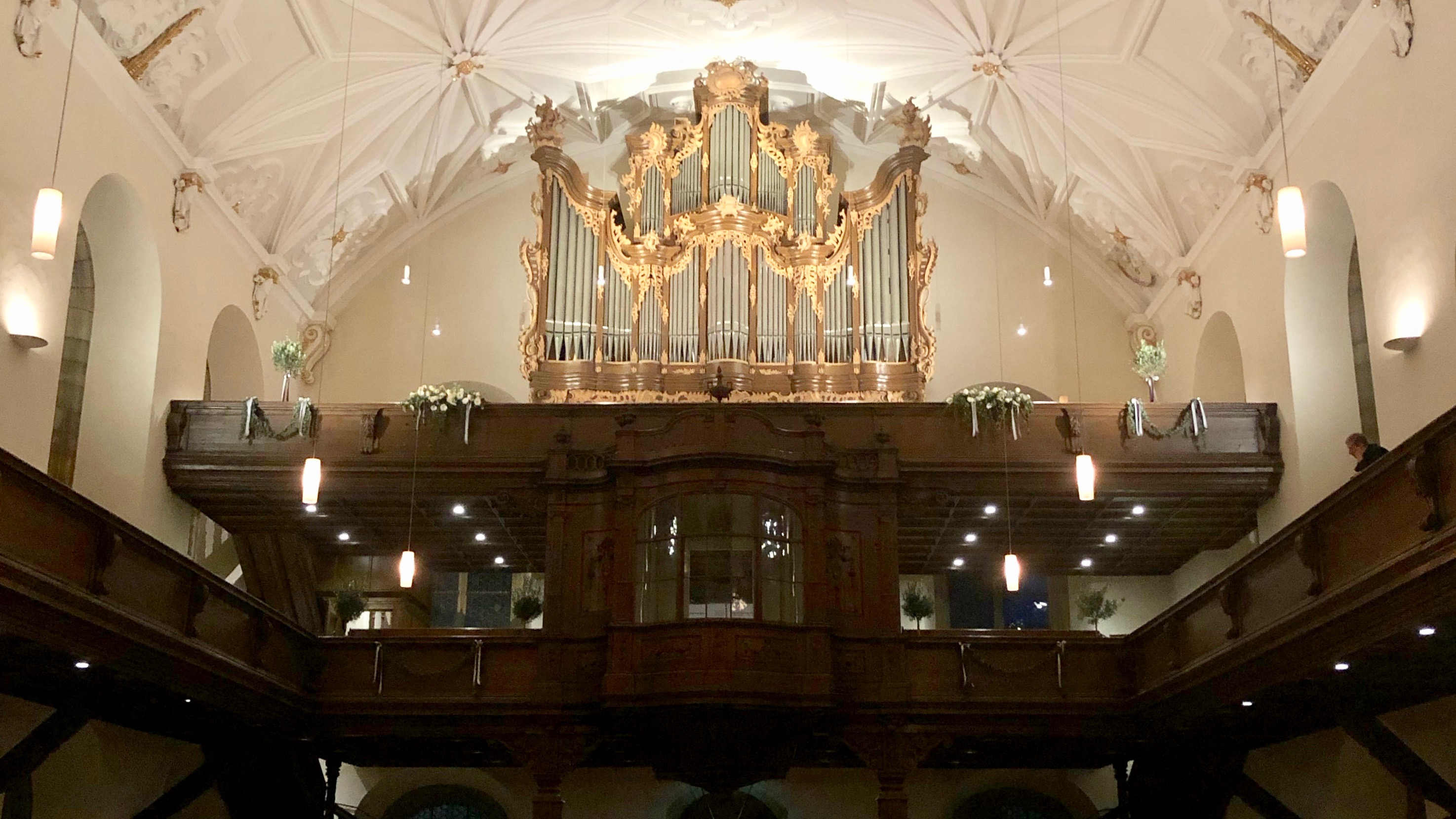
Orgel im Raum

Bereits ab dem Jahr 1654 sind Orgeln in der Dreieinigkeitskirche nachweisbar: Ein Instrument eines unbekannten Erbauers und ein späteres, erbaut von Augustin Krottenthaler.

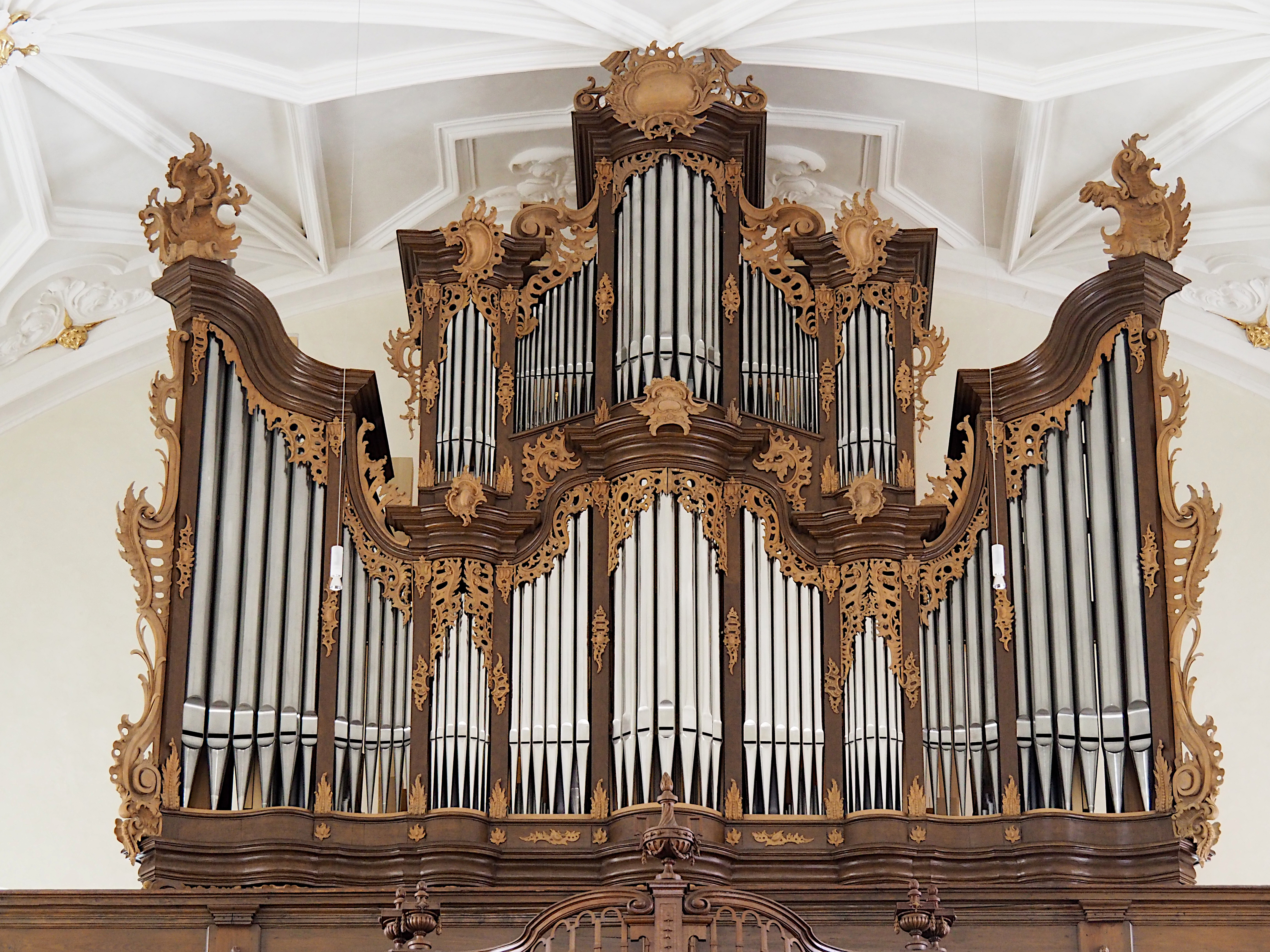
Spätbarocker Orgelprospekt von 1758

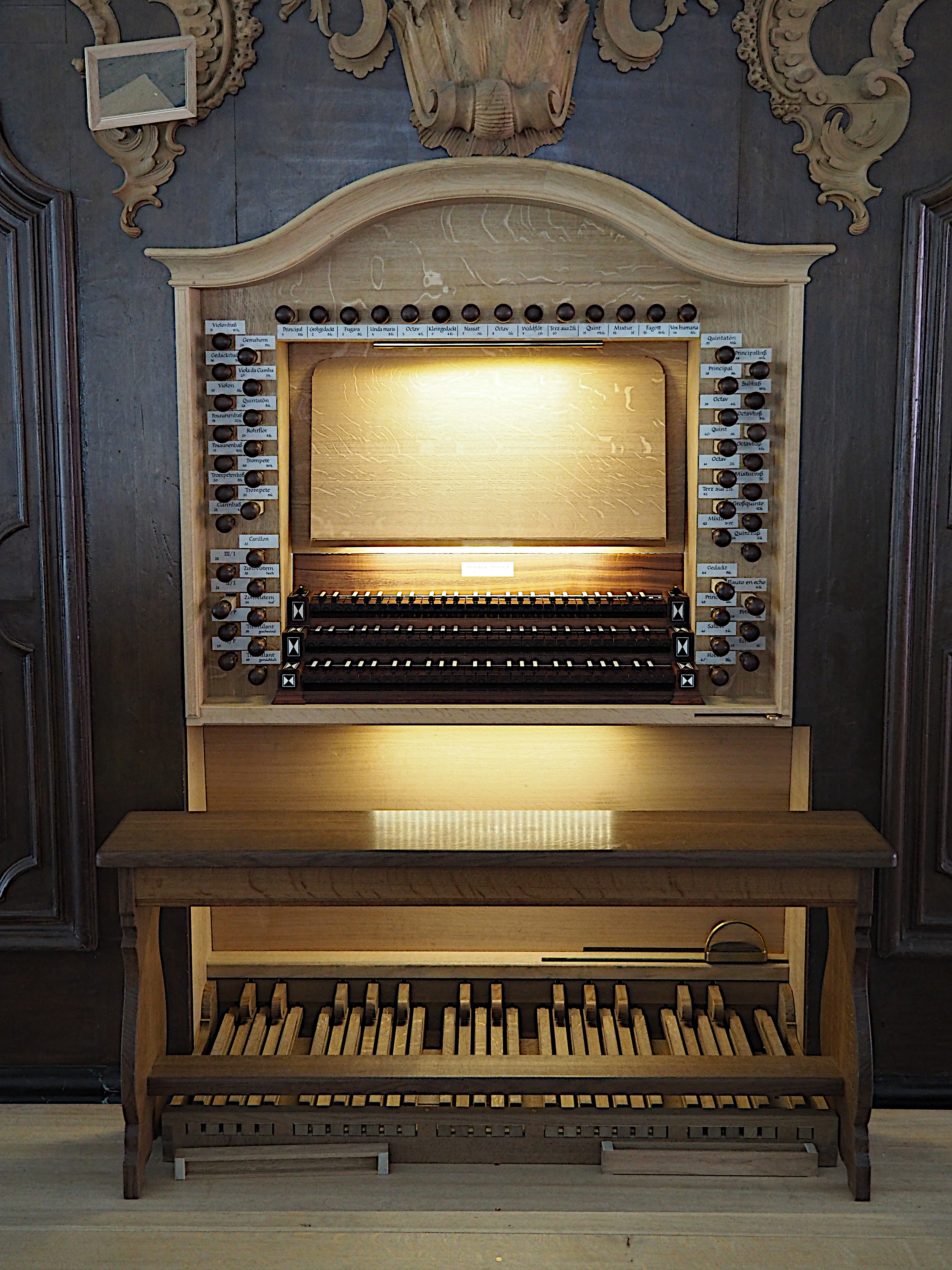
Spielschrank (2020)

Das vierzehnteilige Gehäuse, das heute erhalten ist, wurde 1758 für ein zweimanualiges Instrument mit 27 Registern von dem Regensburger Orgelbauer Franz Jakob Späth geschaffen. Das fünfteilige Oberwerk dieser Orgel „sitzt“ auf dem siebenteiligen Hauptwerk. Die beiden Werke basierten auf einem Prinzipal 8′. Im Hauptwerk waren Kornettregister vorherrschend, im Oberwerk fanden sich Echoregister. Die Registerzüge waren mit latinisierten Namen bezeichnet. In seiner Charakteristik ähnelte dieses Instrument der früher erbauten Orgel von St. Oswald in Regensburg, welche sich wieder weitgehend im Ursprungszustand zeigt. Das Instrument wurde zum Patroziniumstag am 21. Mai 1758 eingeweiht. 1792 reparierte Christoph Friedrich Schmahl das Instrument, 1849 renovierte August Franz Bittner das Werk behutsam.
1892 wurde diese Orgel durch einen zweimanualigen Neubau mit 32 Registern unter Verwendung zahlreicher Register der Vorgängerorgel im historischen Gehäuse durch ein spätromanisches Werk mit Membranladen der Firma Strebel ersetzt. Bei dieser Veränderung wurden die Prospektpfeifen in den fünf unteren mittleren Felder durch neue Pfeifen ersetzt. Die historischen Prospektpfeifen des Oberwerks und die der vier seitlichen Felder blieben erhalten. Dadurch entgingen die relativ dünnwandigen Pfeifen der Metallablieferungen der beiden Weltkriege. Die Orgel litt im Laufe der Zeit unter fortschreitendem Befall von Anobien. Daher drängte der damalige Stadtkantor Ralf von Saalfeld in den 1940er Jahren auf einen Neubau, der kriegsbedingt unterblieb. In den 1960er Jahren wurden die Pläne weiter verfolgt.
Nach Erstellung eines Gutachtens empfahl Friedrich Högner einen Neubau. Daher schuf Detlef Kleuker 1966 eine neue Orgel mit 44 Registern, die sich auf drei Manuale und Pedal verteilten. Diese Schleifladenorgel mit mechanischer Spiel- und elektrischer Registertraktur und mit freistehendem Spieltisch litt unter den statischen Problemen der Empore. Daher wurde die Spieltraktur elektrifiziert. In den folgenden Jahren mussten laufend Störungen unterschiedlichster Art beseitigt werden. Auch eine umfangreiche Renovierung in den 1990er Jahren brachte keine deutliche Besserung.
Daher wurde beschlossen, die Orgel erneut durch einen Neubau zu ersetzen. Das Werk wurde mit Beginn der Innenrenovierung 2009 ausgebaut und sollte nach ursprünglicher Planung bis Juli 2018, dem Jahr des 333. Geburtstags von Johann Sebastian Bach, durch einen Neubau von Hendrik Ahrend ersetzt werden. Die Abnahme der Orgel wurde am 4. Juni 2020 mit einer kleinen Feierstunde begangen. Sie wurde am 27. September nachmittags durch Klaus Stiegler geweiht. In einer anschließenden Festwoche wurde das neue Instrument von namhaften Interpreten wie Stefan Baier, David Franke, Edgar Krapp u. a. vorgestellt.
Die neue rein mechanische „Bach-Orgel“ verfügt über 48 Register auf drei Manualen und Pedal und ist speziell für die Darstellung von Orgelwerken Johann Sebastian Bachs konzipiert. Dabei wurden die veränderten Bereiche des Gehäuses besonders im ursprünglichen Spieltischbereich und am Schmuckwerk ergänzt und restauriert.
| I Hauptwerk C–f3 |                      |         |
| 01.              | Quintatön            | 16′     |
| 02.              | Principal            | 08′     |
| 03.              | Gemshorn             | 08′     |
| 04.              | Quintatön            | 08′     |
| 05.              | Viola da Gamba       | 08′     |
| 06.              | Octav                | 04′     |
| 07.              | Rohrflöte            | 04′     |
| 08.              | Quint                | 03′     |
| 09.              | Octav                | 02′     |
| 10.              | Terz (aus 2′, Nr. 9) | 01 3⁄5′ |
| 11.              | Mixtur V–VII         |         |
| 12.              | Trompete             | 16′     |
| 13.              | Trompete             | 08′     |

| II Kronwerk C–f3 |                       |         |
| 14.              | Principal             | 08′     |
| 15.              | Grobgedackt           | 08′     |
| 16.              | Unda maris            | 08′     |
| 17.              | Fugara                | 08′     |
| 18.              | Octav                 | 04′     |
| 19.              | Kleingedackt          | 04′     |
| 20.              | Nassat                | 03′     |
| 21.              | Octav                 | 02′     |
| 22.              | Waldflöt              | 02′     |
| 23.              | Terz (aus 2′, Nr. 21) | 01 3⁄5′ |
| 24.              | Quint                 | 01 ⁄2′  |
| 25.              | Mixtur III            |         |
| 26.              | Fagott                | 16′     |
| 27.              | Vox humana            | 08′     |

| III Echowerk C–f3 |                  |    |
| 28.               | Gedackt          | 8′ |
| 29.               | Principal        | 4′ |
| 30.               | Flauto en echo 0 | 4′ |
| 31.               | Petit            | 4′ |
| 32.               | Salicet          | 2′ |
| 33.               | Echo III         |    |
| 34.               | Hoboe            | 8′ |

| Pedal C–f1 |                |     |
| 35.        | Principalbass  | 16′ |
| 36.        | Subbass        | 16′ |
| 37.        | Violonbass     | 16′ |
| 38.        | Quintbass      | 12′ |
| 39.        | Octavbass      | 08′ |
| 40.        | Gedacktbass    | 08′ |
| 41.        | Violon         | 08′ |
| 42.        | Quintbass      | 06′ |
| 43.        | Oktavbass      | 04′ |
| 44.        | Mixturbass V   |     |
| 45.        | Posaunenbass 0 | 32′ |
| 46.        | Posaunenbass   | 16′ |
| 47.        | Trompetenbass  | 08′ |
| 48.        | Clarinbass     | 04′ |

- Koppeln: II/I, III/I, III/II (Schiebekoppel), I/P, II/P
- Nebenregister: Zimbelstern hoch, Zimbelstern tief, Carillon (III), Tremulanten I+II für das ganze Werk
- Temperatur: ungleichschwebend nach Bellingwolde 1797

### Geläut

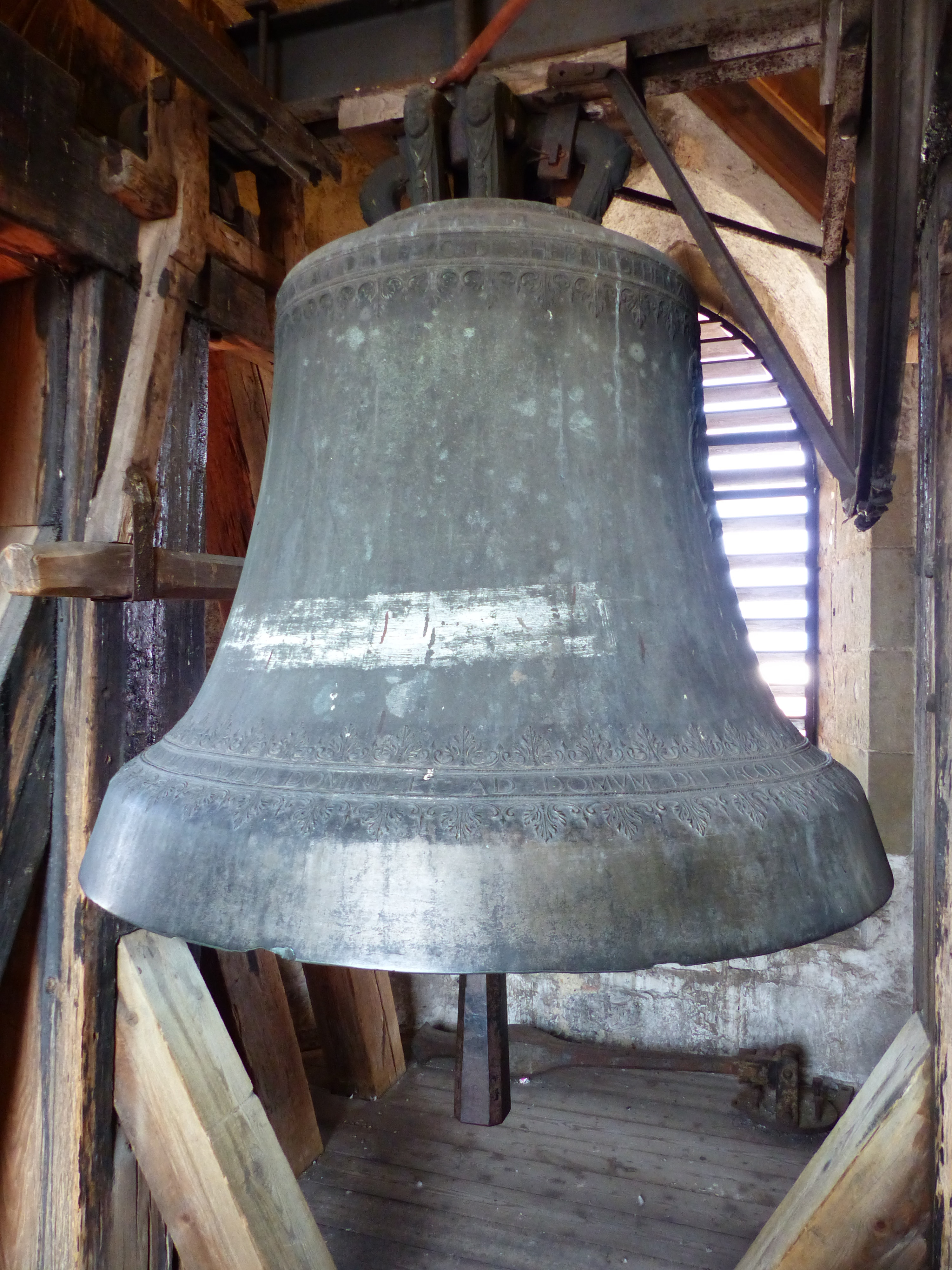
Die zweitgrößte Glocke im Nordturm

Das Geläut besteht aus zwei großen und einer kleinen Glocke aus dem Jahr 1631, die ganz oben in der Laterne des Nordturms aufgehängt ist. Von den beiden großen Glocken befindet sich die ältere und kleinere im Nordturm. Sie wurde von Georg Schelchshorn im Jahr 1629 in Regensburg gegossen, erklingt im Schlagton c1 und trägt neben den beiden Wappen der damaligen Ratsherren Peter Portner und Matthäus Marchthaler, die die Bauaufsicht beim Bau der Kirche führten, als Inschrift die Worte aus Jesaja 2, 3: Venite ascendamus in montem Domini (Kommt lasst uns aufsteigen zum Berg des Herrn). Während des 2. Weltkrieges und trotz des Widerstandes der Gemeinde in der Zeit 1940–1942 musste neben anderen jüngeren Glocken auch diese alte, historisch wertvolle Glocke abgenommen und zum Einschmelzen abtransportiert werden. Die Glocke wurde Ende 1945 unversehrt in einem Schuppen in Lübeck wieder aufgefunden, anhand der Inschrift identifiziert, im Dezember 1945 nach Regensburg zurücktransportiert und wieder im Nordturm aufgehängt. Der Südturm beherbergt die größere der beiden großen Glocken. Sie erklingt im Nominal a0, wurde 1951 von Georg Hofweber, ebenfalls in Regensburg, gegossen und wiegt 3.040 kg. Die kleine Glocke in der Turmlaterne des Nordturms, welche im Schlagton e2 erklingt, wurde 1631 von Georg Schelchshorn in Regensburg gegossen.

## Evangelischer Gesandtenfriedhof

### Entstehung im 30-Jährigen Krieg

#### Baugeschichte: frühe Baumaßnahmen und erste Begräbnisse von Gesandten
Im April 1632 konnte der bereits begonnene Bau des Südturms der Kirche nicht fortgesetzt werden, weil der Baumeister von den bayerischen Besatzungstruppen für militärischen Baumaßnahmen abgezogen wurde. Der Ausbau des südlichen Kirchhofs hinter der Kirche zur Verbesserung des Zugangs zu den benachbarten Wohnungen der Pfarrer und zu den Bauten der Infrastruktur (Brunnen und Abort) konnte in den Folgejahren aber auch ohne Baumeister weiterhin verfolgt werden. An der Südmauer der Kirche entstand ein Plattenweg als bequemer Zugang zum südlichen Portal der Kirche und zu weiteren südlichen Eingängen in die Kirche für Chormitglieder und für Musiker mit Instrumenten. Der wegen des Regenwassers, das über den Hof auf die Gassen abgeleitet werden musste, befestigte Plattenweg war außerdem als Fluchtweg und als Zugang zum Abort, zum Holzlagerplatz im Osten und zur Brunnenanlage für die Wasserversorgung nutzbar. Später diente dieser Plattenweg auch als Zugang zu den östlich benachbarten Wohnhäusern der Pfarrer.
Sehr aufwändig war die Bewältigung der großen Mengen von Regenwasser, die sich vom südlichen Dach der Kirche über Fallrohre auf den Kirchhof ergossen und von dort in die Sickergruben der beiden benachbarten Straßen geleitet werden mussten. Das geschah sowohl über Wasser-Sammelgräben und dann über abgedeckte Plattenkanäle, die jährlich durch das städtische Bauamt gepflegt und erneuert werden mussten, was hohe Kosten verursachte. Zwei Jahre nach Einweihung der Dreieinigkeitskirche erfolgte im November 1633 auf diesem kaum bebauten, nur gut 5 m breiten Kirchhof-Gelände das erste Begräbnis, dem später noch viele Begräbnisse folgen sollten. Was damals aber weder geplant noch absehbar war. Nach Norden hin wurde der Kirchhof von den hohen Mauern der Kirche begrenzt und nach Süden hin, im Abstand von nur ca. 5 m, von den Mauern des benachbarten großen Gebäudes, in dem eine Bäckerei betrieben wurde. Beim ersten Begräbnis wurde auf dem schmalen Gang hinter unserer neuen Kirche – wie ein Pfarrer den Ort des Begräbnisses in seinem Tagebuch nüchtern, aber sachgerecht beschrieb – ein vornehmer protestantischer, schwedischer Offizier begraben. Für ihn wurde ein besonders ausgezeichneter Begräbnisplatz nahe der neuen Kirche benötigt, denn dieser Offizier war befreundet mit dem Befehlshaber des schwedischen Heeres Bernhard von Sachsen-Weimar, der seinen eigenen Geistlichen zur Überwachung der Beisetzung geschickt hatte. Von den schwedischen Truppen wurde die Rückeroberung der Stadt Regensburg erhofft, was dann auch 1633 gelang. Damit wurde die Befreiung der im Verlauf des Dreißigjährigen Krieges zunächst von bayerischen Truppen während der Kämpfe um Regensburg (1632–1634) eroberten, besetzten und ausgeplünderten Stadt Regensburg verwirklicht.
Nach der Rückeroberung der Stadt durch die protestantischen Truppen hielten die Schweden Regensburg bis zum Juli 1634 besetzt, erlitten dann aber eine Niederlage gegen ein vereinigtes kaiserlich-bayerisches Heer. Bei den Kämpfen um die Stadt kamen viele protestantische Offiziere aus den Reihen des schwedischen Heeres und der städtischen Soldaten ums Leben. Auch von ihnen wurden einige auf dem unbebauten südliche Areal hinter der Dreieinigkeitskirche, dem heutigen Gesandtenfriedhof begraben, jedoch sind nur vier Militärpersonen namentlich bekannt. Ihre Grabplätze und Namen sind nur auf dem ältesten Plan des Kirchhofs eingetragen, der in Zweitverwendung eines älteren Baugrundrissplans der Kirche entstand aber nicht weiter aussagekräftig ist. Die dort eingetragenen Militär-Grabstätten sind nicht erhalten, weil sie nach Beginn des Immerwährenden Reichstages durch neue Grabstätten von Gesandten überbaut wurden.

#### Das Schaffgotsch-Begräbnis und weitere frühe Begräbnisse
Zwei Jahre nach der Rückeroberung und Besetzung der Stadt durch kaiserliche Truppen wurde in Regensburg auf Weisung des Kaisers der Prozess gegen den Freiherrn Hans Ulrich von Schaffgotsch, kaiserlicher General und Gefolgsmann Wallensteins, durchgeführt. Schaffgotsch wurde des Landesverrats beschuldigt, gefoltert, ohne Geständnis verurteilt und auf dem Regensburger Haidplatz unter spektakulären Begleitumständen enthauptet, so dass das Ereignis bei der Bevölkerung viel Aufmerksamkeit und Anteilnahme erregte. Am 25. Juli 1635 wurde Schaffgotsch auf dem Kirchhof der Dreieinigkeitskirche beerdigt. Auch seine Grabstätte ist auf dem ältesten Plan des Kirchhofs eingetragen, jedoch wurde seine Grabstätte mit Grabstein bereits um 1674 bei der Errichtung des großen Grabdenkmals für den Gesandten von Kursachsen Augustin Strauch zerstört. Noch während des Dreißigjährigen Krieges, als 1641 in Regensburg ein Reichstag stattfand, starb im Mai 1641 der Gesandte von Württemberg Ludwig von Janowitz. Nach den Begräbnissen der Militärpersonen war er der erste Gesandte, der auf dem Kirchhof der Dreieinigkeitskirche beigesetzt wurde. Seine Grabplatte ist noch heute erhalten und die deutsche Inschrift ist noch teilweise lesbar.

#### Erlass eines Begräbnisverbots
Im Jahr 1643 erließ der Rat der Stadt ein Verbot für weitere Begräbnisse angeblich aus hygienischen Gründen, tatsächlich aber auch aus religiösen Gründen, denn der Rat der Stadt wollte Prunk mit Denkmälern vermeiden und mögliche Ablenkungen vom bevorstehenden Gottesdienst bereits beim Kirchgang ausschließen. Das Begräbnisverbot hielt nur 10 Jahre und bereits nach Beginn des Reichstags von 1653 wurden einige weitere protestantische Gesandte begraben, als sie während ihres Aufenthaltes in Regensburg verstarben. In Kenntnis der unglaublich unhygienischen Verhältnisse auf dem katholischen Domfriedhof, für den der Rat der Stadt keine Vorschriften erlassen konnte, bestand der Rat der Stadt für den protestantischen Friedhof mitten in der Stadt auf hygienischen Begräbnissen und erließ deshalb für Begräbnisse auf dem Kirchhof hinter der Dreieinigkeitskirche aus hygienischen Gründen die Anweisung zum Bau von unterirdischen, gemauerten Ziegelgruften und für die Verwendung von stabilen Särgen. Diese Vorschriften verteuerten die Begräbnisse erheblich und machten das beengte Friedhofsgelände häufig zu einer Baustelle, für die das Bauamt der Stadt zuständig war. Auch die Entwässerung des Friedhofsgeländes, zusätzlich erschwert durch die Ableitung des Regenwassers, das sich, vom großen südlichen Dach der Kirche auch auf den südlichen Kirchhof ergoss, war damals nur schwer zu bewältigen und verursachte große Kosten. Auf dem südlichen Kirchhof, der als begehbarer Friedhof genutzt werden sollte, mussten gemauerte Entwässerungsgräben angelegt und jährlich ausgebessert und unterhalten werden, um das Regenwasser in die Sickergruben auf die Straßen nördlich und westlich des Kirchhofs ableiten zu können.

#### Letzte Begräbnisse
Die letzten Begräbnisse auf dem Gesandtenfriedhof erfolgten gegen Ende des 18. Jahrhunderts und am Beginn des 19. Jahrhunderts mit den Begräbnissen des Gesandten Schwartzenau (1787) und seiner Ehefrau Eberhardine (1805) als den letzten Begräbnissen Insgesamt wurden auf dem Gesandtenfriedhof von 1641 bis zum Ende des Immerwährenden Reichstages 105 Personen begraben. Danach gab es noch einige Begräbnisse für Gesandte ohne Grabdenkmäler, die nur aus Belegungsplänen oder aus zeitgenössischen Zeitungsmeldungen bekannt sind und nicht immer auf dem Gesandtenfriedhof erfolgten.

### Nutzung in der Zeit des Immerwährenden Reichstags

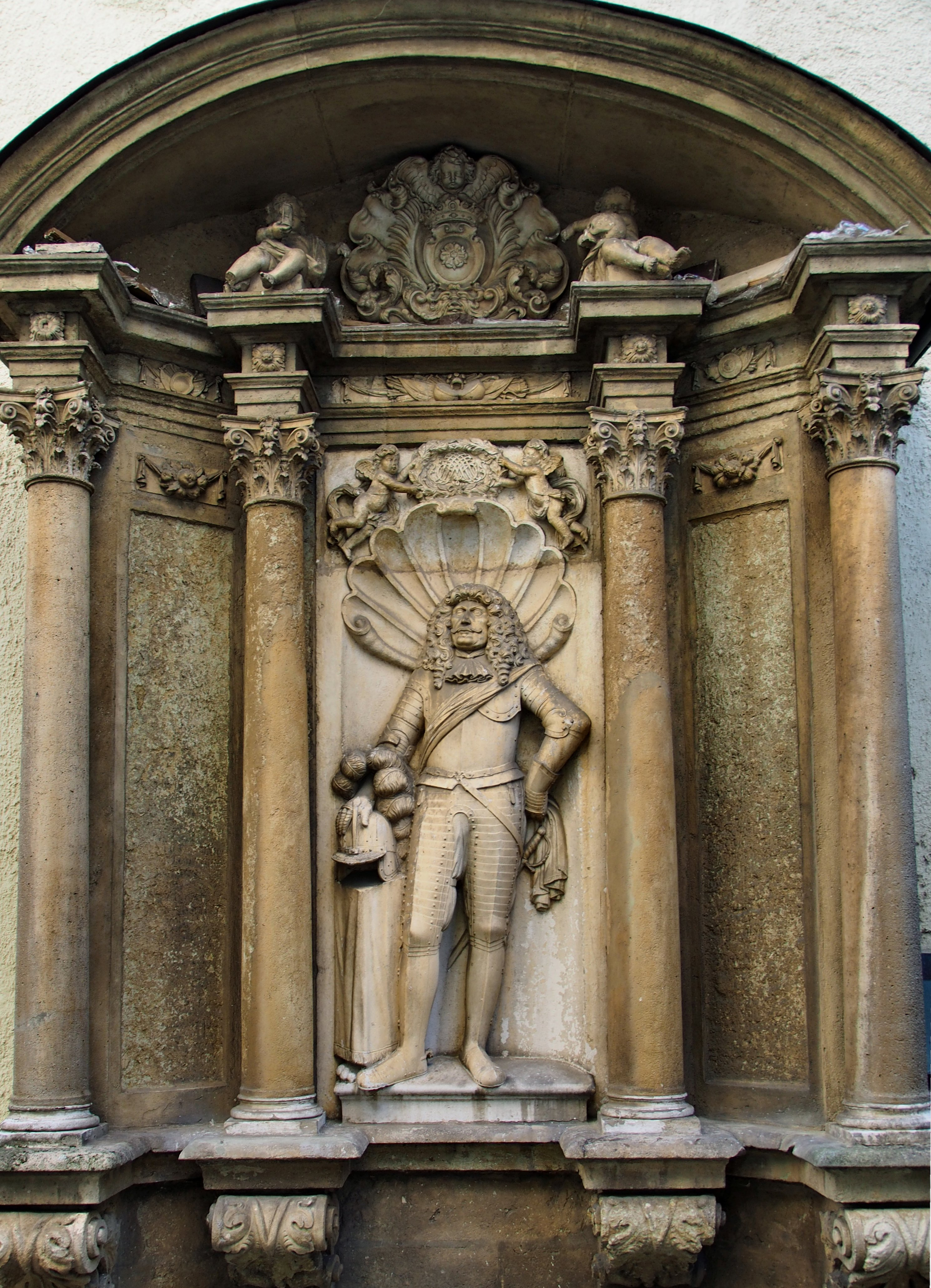
Epitaph Curt Asche Freiherr von Marenholz

Nach Beginn des Immerwährenden Reichstages 1663 wurden auch Ehefrauen und Kinder von Gesandten begraben, zunächst in Grabstätten mit einfachen Grabplatten.
- Das erste große Grabdenkmal (Epitaph) wurde 1669/1670 für mehrere Mitglieder der Exulantenfamilie des Rudolf Wilhelm von Stubenberg am östlichen Ende des Südareals des Kirchhofs errichtet, die nacheinander verstarben, bzw. deren Leichnam umgebettet worden war.
- Das zweite Epitaph wurde 1671/1672 für die bei der Geburt eines Kindes, das ebenfalls verstarb, 1664 verstorbene Maria Elisabeth Thomas geb.von Bohn errichtet. Sie war die Ehefrau von Johann Thomasius, Gesandter der Fürstentümer Altenburg und Coburg. Mutter und Kind wurden gemeinsam begraben unter einer Grabplatte auf dem Ostareal des Kirchhofs. Die Inschrift, verfasst vom Ehemann, der bekannt war als Dichter und Schriftsteller von damals populären Liebesromanen, ist erhalten. Die Inschrift endet mit einem Versprechen auf ewige Treue über den Tod hinaus. Das Treueversprechen wurde vom Ex-Ehemann nicht eingehalten und man kann deshalb vermuten, dass die um einige Jahre verzögerte, nachträgliche Erstellung des künstlerisch sehr wertvollen Epitaphs als nachträgliche Entschuldigung des Ex-Ehemanns aufgefasst werden kann, sein Treueversprechen gebrochen zu haben.

- 1674/1675 wurde das erste Epitaph für einen Reichstags-Gesandten, den kur-brandenburgischen Gesandten Ascan (Asche) von Marenholz errichtet. Einige Jahre später wurde noch für einen weiteren, 1717 in Regensburg verstorbenen kur-brandenburgischen Gesandten ein Epitaph errichtet, wobei es zunächst sehr erstaunlich ist, dass das Epitaph erst 11 Jahre nach dem Tod des Gesandten errichtet wurde, noch dazu mit einer Inschrift, in der der Vater des verstorbenen Gesandten mit keinem Wort erwähnt wird, obwohl der Vater seinen Sohn ausgebildet und gefördert hatte. Der im Alter von 27 Jahren verstorbene junge Gesandte hieß Ernst Eberhard von Metternich und war seinem Vater Ernst von Metternich als angelernter Mitgesandter beigeordnet. Beide stammten aus dem protestantischen, Chursdorffschen Zweig in Westpommern der großen Adelsfamilie von Metternich, konnten sich schon Gesandte von Preußen nennen und waren beruflich sehr erfolgreich. Das Familienleben entwickelte sich nach dem überraschenden frühen Tod des ersten Sohnes, gefolgt vom Tod des zweiten Sohnes, dramatisch und endete mit der spektakulären Konversion von Vater, Tochter und Enkeln zum Katholizismus am Tag vor dem Tod des Vaters. Diese Konversion erregte europaweit großes Aufsehen und hatte ein dreitägiges Glocken-Läuten der katholischen Kirchen in Regensburg zur Folge. Der Vater war zehn Jahre nach seinem Sohn verstorben und wurde in der katholischen Kirche St. Emmeram begraben. Dort erhielt er ein kleines noch heute erhaltenes Hänge-Epitaph mit einer kurzen Inschrift, in der die Regensburger Protestanten aufgefordert wurden, dem klugen Gesandten Metternich nachzueifern und ebenfalls zu konvertieren.

Die hinterbliebene Ehefrau des konvertierten Gesandten Metternich ließ erst dann als Konsequenz der Konversion ihres Ehemannes, für ihren früh verstorbenen ältesten Sohn nachträglich auf dem Gesandtenfriedhof dort das heutige Metternich-Epitaph errichten für ihren bereits lange vorher verstorbenen Sohn. Nach dem Tod der Ehefrau Metternich ließ ihre Tochter dieses von der Mutter für den Sohn veranlasste Epitaph mit einer Inschrift für ihre Mutter ergänzen.

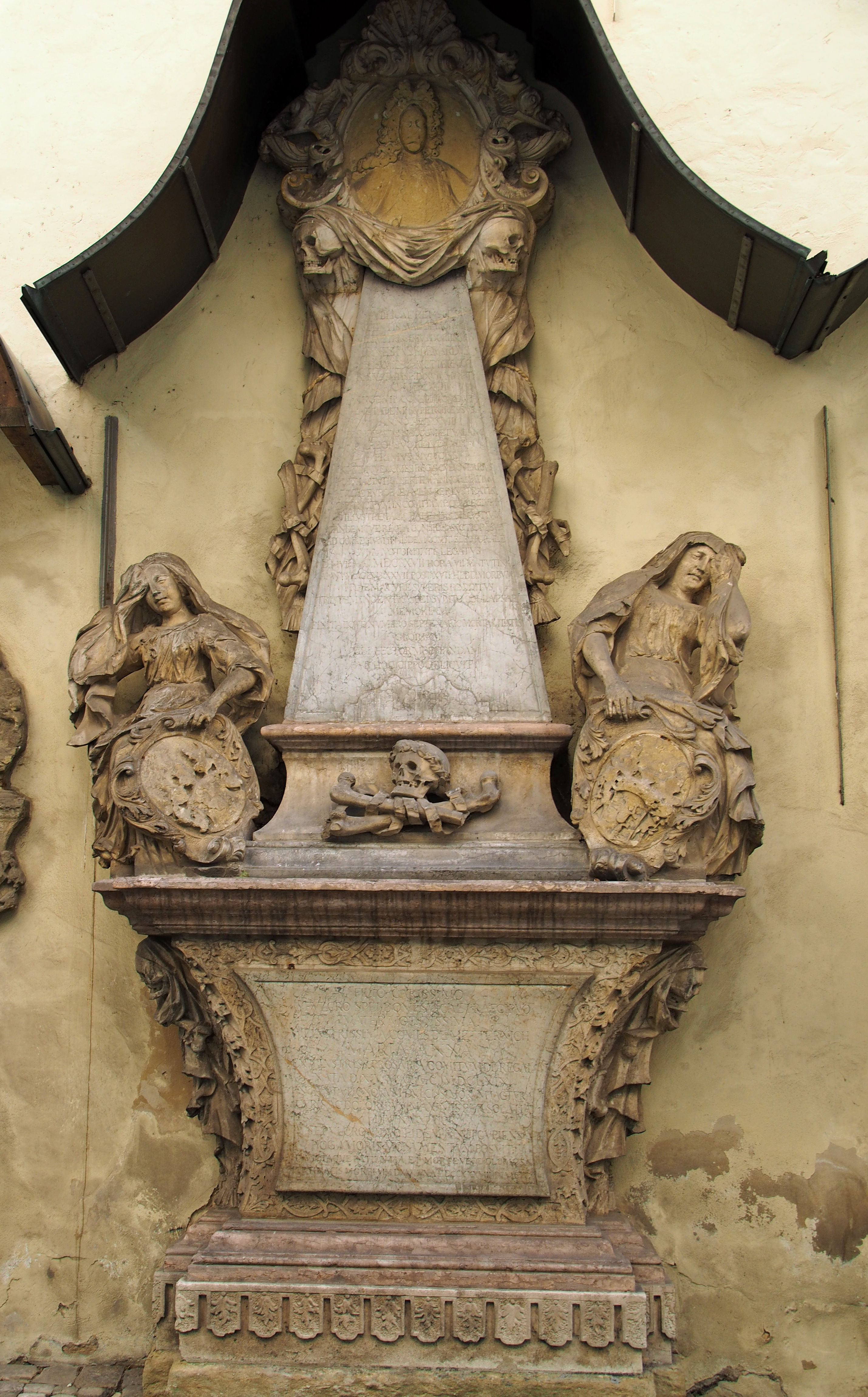
Epitaph Ernst Eberhard Freiherr von Metternich

Bis zum Ende des Reichstages 1806 kam es zu 98 dokumentierten Begräbnissen von Gesandten und Angehörigen. Danach erfolgten noch fünf nicht mehr dokumentierte Begräbnisse. Als letzter Gesandter wurde Joachim Ludwig Freiherr Strein von Schwarzenau, Staatsminister des Königs von Preußen, 1787 in das Begräbnisverzeichnis eingetragen und hier beerdigt. Für Schwarzenau wurde auch das letzte, bereits viel bescheidenere Epitaph errichtet. Nach ihm wurden bis 1805 noch vier weitere Gesandte und einige Angehörige von Gesandten ohne Denkmäler und ohne Einträge im Begräbnisverzeichnis begraben. Kurzfassung des Begräbnisverzeichnisses
Insgesamt wurden auf Wunsch der Hinterbliebenen 20 zum Teil bis zu 7 m hohe Epitaphien errichtet, zunächst nur an der Südseite und ab 1740 auch an der Ostseite der Kirche. Daneben wurden auch 40 Grabplatten gesetzt, deren Inschriften heute meist nicht mehr vollständig lesbar sind. Abschriften aller Inschriften wurden aber bereits 1758 von einem Mitarbeiter des städtischen Bauamtes angefertigt. Die Inschriften sind übersetzt und mit biographischen Angaben zu den Familien publiziert.

### Besonderheiten, die den Gesandtenfriedhof auszeichnen
- Entstehung im Dreißigjährigen Krieg mit frühen Begräbnissen von Militärpersonen
- 103 Begräbnisse von namentlich bekannten, als Gesandte tätigen Personen und von deren Angehörigen
- Eine im Zustand von 1758 erhaltene Anlage von Grabstätten mit 20 prunkvollen Barock-Epitaphien und 32 Grabplatten
- Begräbnisse von Diplomaten aus allen protestantischen Fürstentümern des Heiligen römischen Reiches, aus den europäischen Ländern, Schweden, Niederlande und Dänemark. Ein Begräbnis eines russischen Gesandten
- Alle lateinischen Inschriften der Grabdenkmäler und Grabplatten sind dokumentiert und übersetzt, so dass auch Informationen über die Familien der Diplomaten gewonnen werden konnten.[44]

### Erhaltung des Friedhofs
Teile der Friedhofsanlage und viele damals stark verunreinigte einzelne Grabdenkmäler wurden erstmals nach 1970 und dann erneut nach 1980 gereinigt und dabei mit nach heutigen Erkenntnissen unzulänglichen Methoden und Materialien saniert. Die Inschriften der liegenden Grabplatten sind heute nicht mehr lesbar und viele Epitaphien weisen Verluste von Figuren und Schmuckelementen auf. Eine fachmännische Bestandsaufnahme der Denkmäler erfolgte 2016 und ergab eine Kostenschätzung von 3–6 Mio. € für Sanierungsmaßnahmen, mit denen man den heutigen Zustand der Denkmäler erhalten könnte. Dabei wurde vorausgesetzt, dass der Untergrund ausreichend stabil ist, was wegen der gemauerten Ziegelgruften im Untergrund nicht gesichert war. Im Jahr 2018 haben exemplarische Kamerabetrachtungen nach Anbohrungen von drei Gruften ergeben, dass die Gruften nach wie vor als stabil eingeschätzt wurden. Eine Sanierung der Denkmäler konnte deshalb Anfang 2023 beginnen, Die fehlenden Finanzmittel in Höhe von einigen Millionen Euro wurden bisher noch nicht aufgebracht. Nach erfolgreicher Einwerbung von Finanzmitteln konnten im November 2020 erste Sanierungsarbeiten an zwei der Epitaphien beginnen. Nach Genehmigung weiterer Finanzmittel zum Beginn des Jahres 2023 begannen aufwändigere Restaurierungsmaßnahmen, in der Hoffnung die zum Teil stark gefährdeten Epitaphien und die vielfach bereits stark beschädigten Grabplatten im aktuellen Zustand zu sichern und weiterhin erhalten zu können.